# آرامگاه شاه نعمت‌الله‌ولی
آرامگاه یا آستانهٔ شاه نعمت‌الله ولی بنایی مربوط به دورۀ تیموری است که در شهر ماهان در استان کرمان جای گرفته است. این اثر در ۱۵ دی ۱۳۱۰ با شمارهٔ ثبت ۱۳۲ به‌عنوان یکی از آثار ملی ایران به ثبت رسیده است.
اولین بنا که گنبدخانه می‌باشد در سال ۸۴۰ قمری و در زمان شاهرخ تیموری و آخرین توسعۀ آن در سال ۱۳۸۴ هجری قمری بوده است. مساحت این آرامگاه ۳۵٬۰۰۰ مترمربع است.

## پیشینه
شاه نعمت‌الله ولی در سال ۸۳۲ و به قولی ۸۳۴ ه.ق در شهر کرمان درگذشت و در ماهان در میان باغی مدفون شد. هستهٔ اولیهٔ این بنا گنبدی منفرد بود که در سال ۸۴۰ ه‍.ق و به دستور «حمدشاه دکنی ساخته شد و به‌تدریج گسترش یافت.
حمید فرزام در کتاب «تحقیق در احوال و نقد آثار و افکار شاه نعمت‌الله ولی» نوشته:
نخستین کسی که فرمان داد گنبد و بارگاهی رفیع و مجلل بر مرقد شاه ولی بنا کنند، سلطان احمد شاه بهمنی پادشاه دکن هندوستان بود که از مریدان و هواخواهان خاص او به‌شمار می‌رفت. … کتیبۀ کهن و تاریخی بسیار گرانبهای سر در مزار شاه ولی که یادگار اخلاص و ارادت بی‌شائبۀ سلطان احمد شاه و فرزند او به آن عارف بزرگ نامی است، هنوز هم پس از پنج و نیم قرن زینت‌بخش آستان شاه ولی است.

## معماری
این بنا که امروزه ۳۲۰۰۰ مترمربع مساحت دارد، در آغاز به شکل یک تک بنا با گنبدی بلند بر فراز فضایی چهار گوش درون باغ بزرگی بوده که در دوره‌های بعدی بناهای دیگری در کنار آن ساخته شده‌است. عمارت تاریخی مرقد شاه نعمت‌الله ولی، صحن‌ها و رواق‌های پیرامون آن نزدیک به شش هزار متر مربع گستردگی دارد. این عمارت آمیخته‌ای هنر معماری شش سده اخیر است.
آرامگاه در آغاز یک تک بنا در میان باغی پهناور بود و در نمای بیرونی خود از تزئینات نماسازی و کاشی‌کاری بهره‌مند بوده‌است. هم‌اینک نیز بخشی از این نماسازی با کاشی‌کاری معرق و زیبا با نقش اسلیمی و رنگ‌های لاجوردی، فیروزه‌ای، سفید و زرین در سردر باختری مقبره دیده می‌شود. دو گلدستۀ بلند، رواق شاه عباسی و دارالحفاظ، سردر محمد شاهی، صحن وکیلی، صحن اتابکی و صحن میرداماد از دیگر بخش‌های آرامگاه شاه نعمت‌الله ولی هستند.

### نمای بیرونی
بنا و باغ آرامگاه از دو طرف به خیابان منتهی می‌شود. در جادۀ عمومی که در گذشته از میان شهر عبور می‌کرده جلوخان وسیعی در سمت چپ دیده می‌شود. این جلوخان به شکل نیم دایره است و نزدیک به ۳ متر از کف جاده ارتفاع دارد. این جاده در واقع رودخانه قصبه یا گذرگاه دو رودخانه است و برای جلوگیری از خطر رودخانه این جلوخان مرتفع را ساخته‌اند. در وسط این جلوخان حوضی دیده می‌شود و درخت چنار کهنسالی نیز در سمپ چپ جلوخان قرار دارد که از خطر سیل سال ۱۳۱۱ این شهر نیز جان به دربرده است. دو طرف رودخانه یا همان جاده به دیوار مزار و دیوار خانه متصدی محدود می‌شوند. این قسمت‌ها را به وسیله دو طاق نما مسدود کرده‌اند؛ بنابراین آب از سردر داخل فضا می‌شده و تا ۱ متر در آن بالا می‌آمده‌است. در گذشته فشار آب طاق نما را کنده ولی صدمه ای به مزار نرسیده‌است.
بر جلوخان دو منارۀ مرتفع دیده می‌شود که در زمان محمدشاه قاجار و پس از او ساخته شده‌اند و از بلندترین مناره‌های مساجد ایران به‌شمار می‌روند. سه حیاط و ساختمان‌های اطراف شمای کلی آرامگاه را تشکیل می‌دهند. هر یک از حیاط‌ها یک حوض و تعدادی درخت دارد.

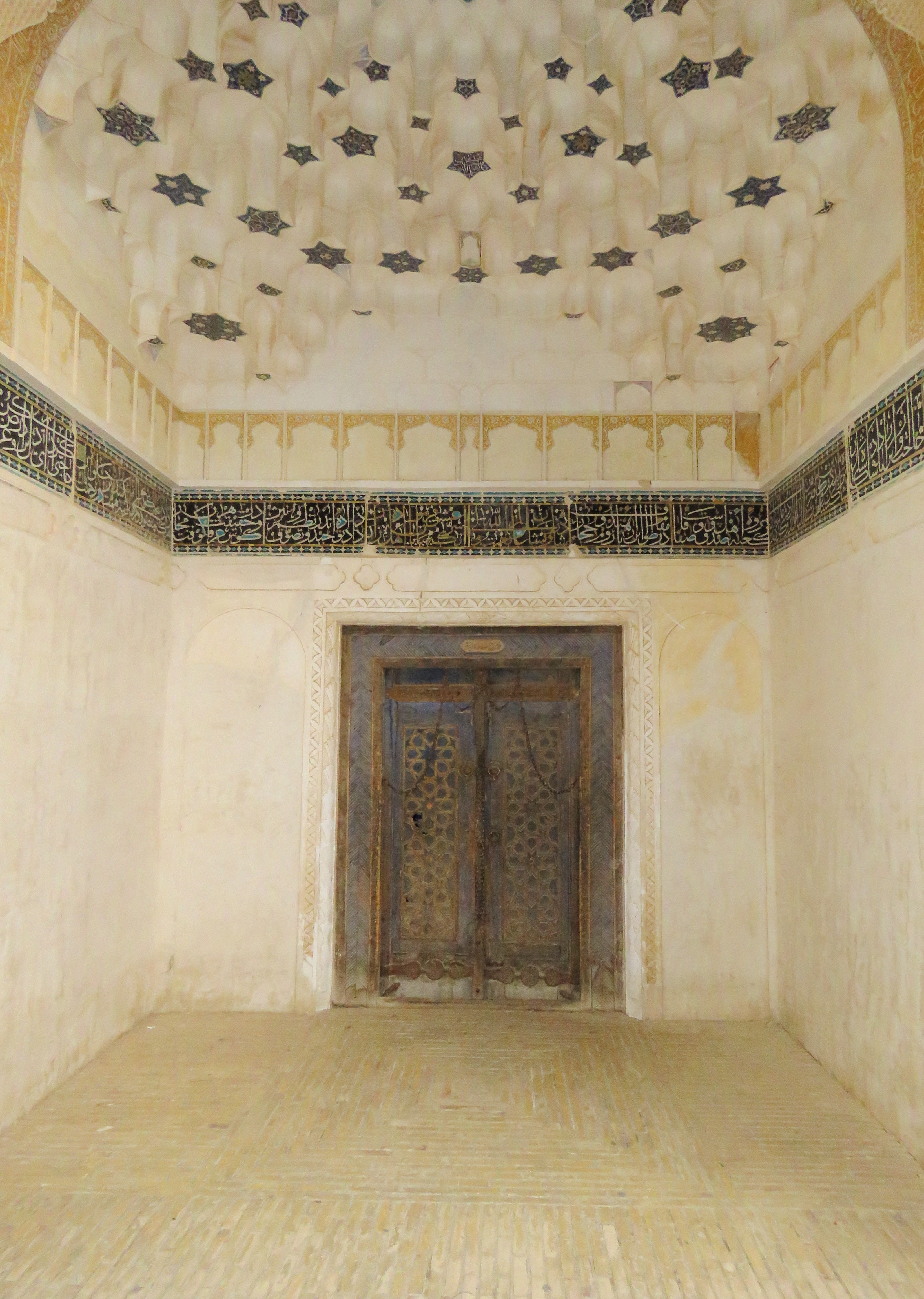
ورودی بقعه از صحن میرداماد

### بقعه

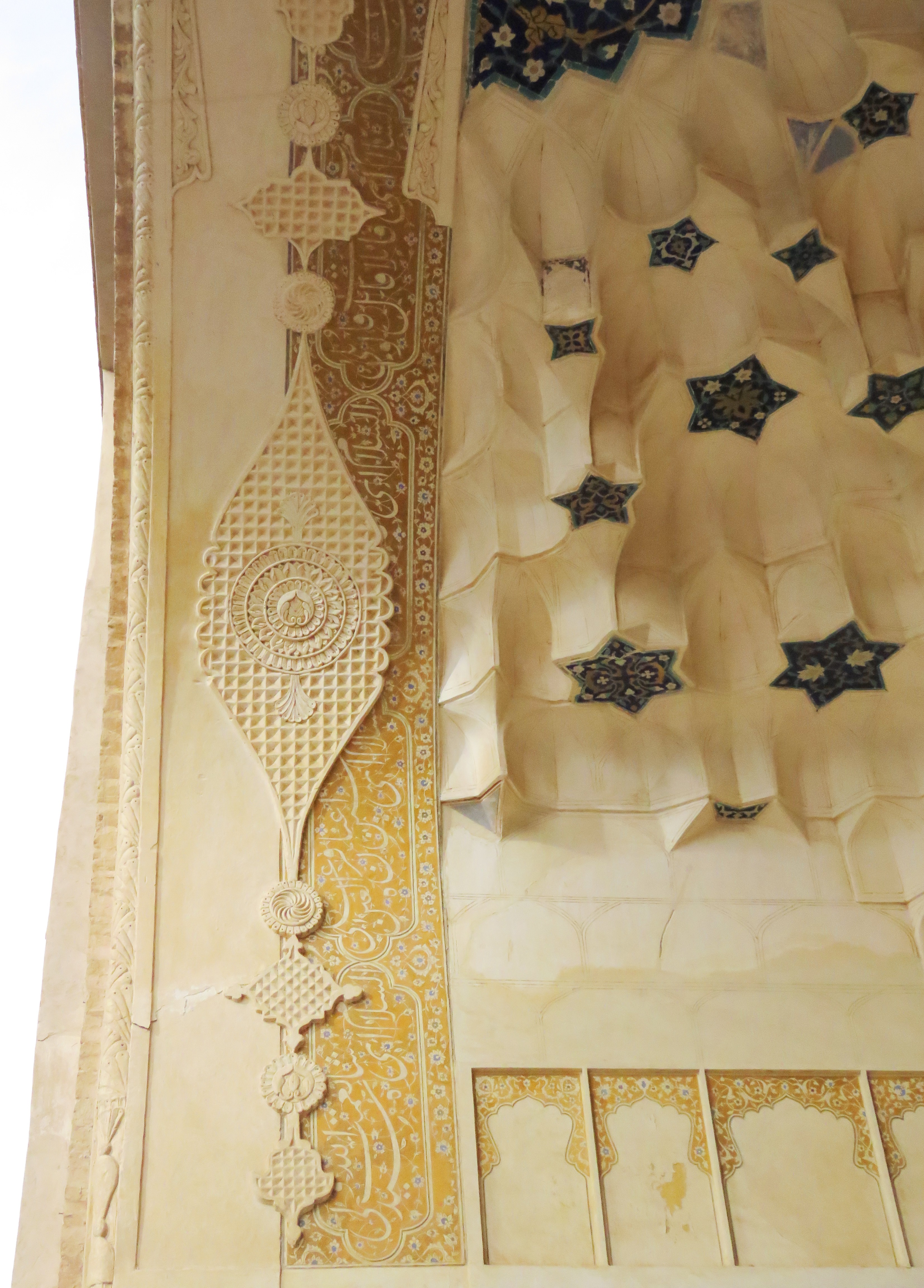
ورودی بقعه از صحن میرداماد

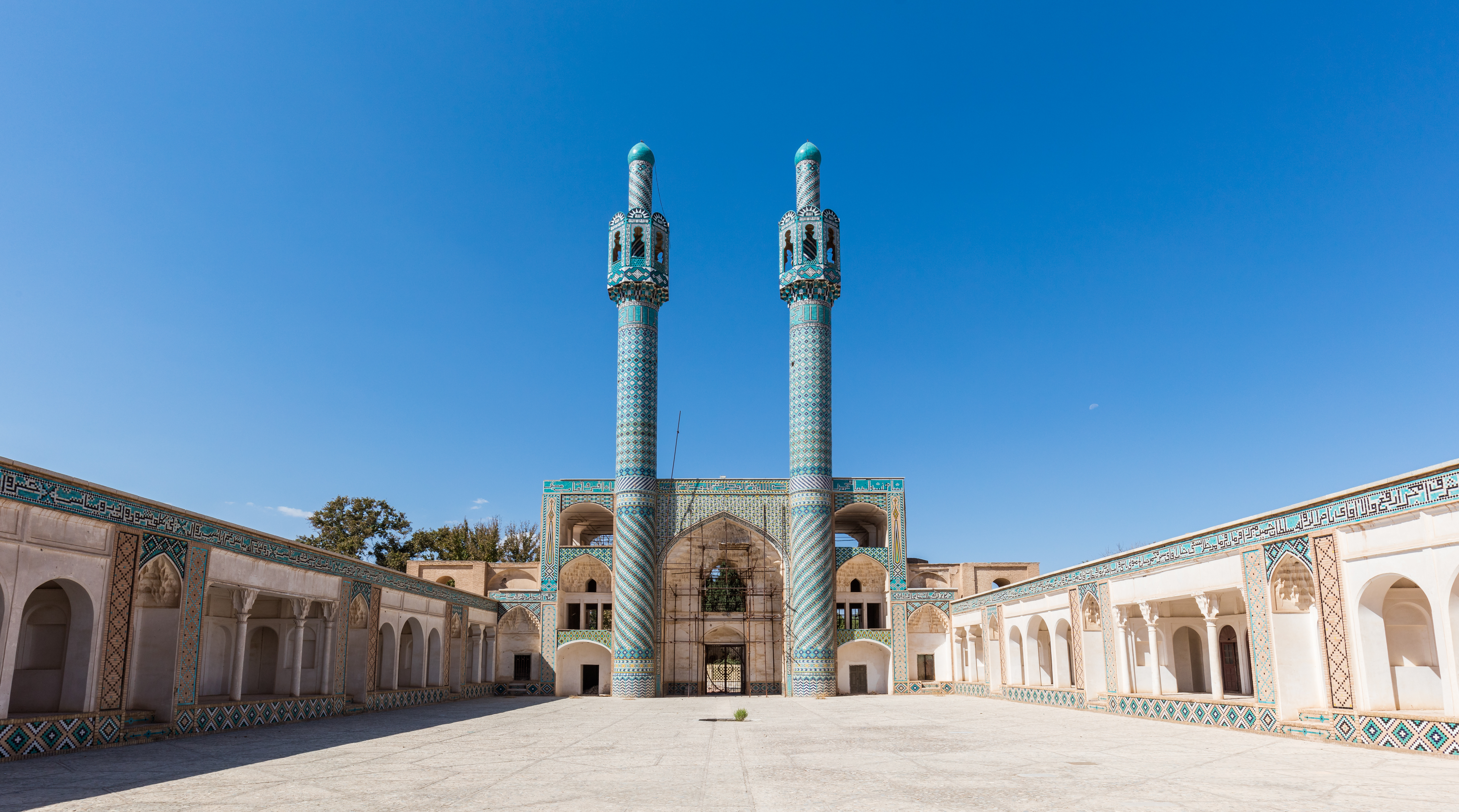
صحن حسینیه

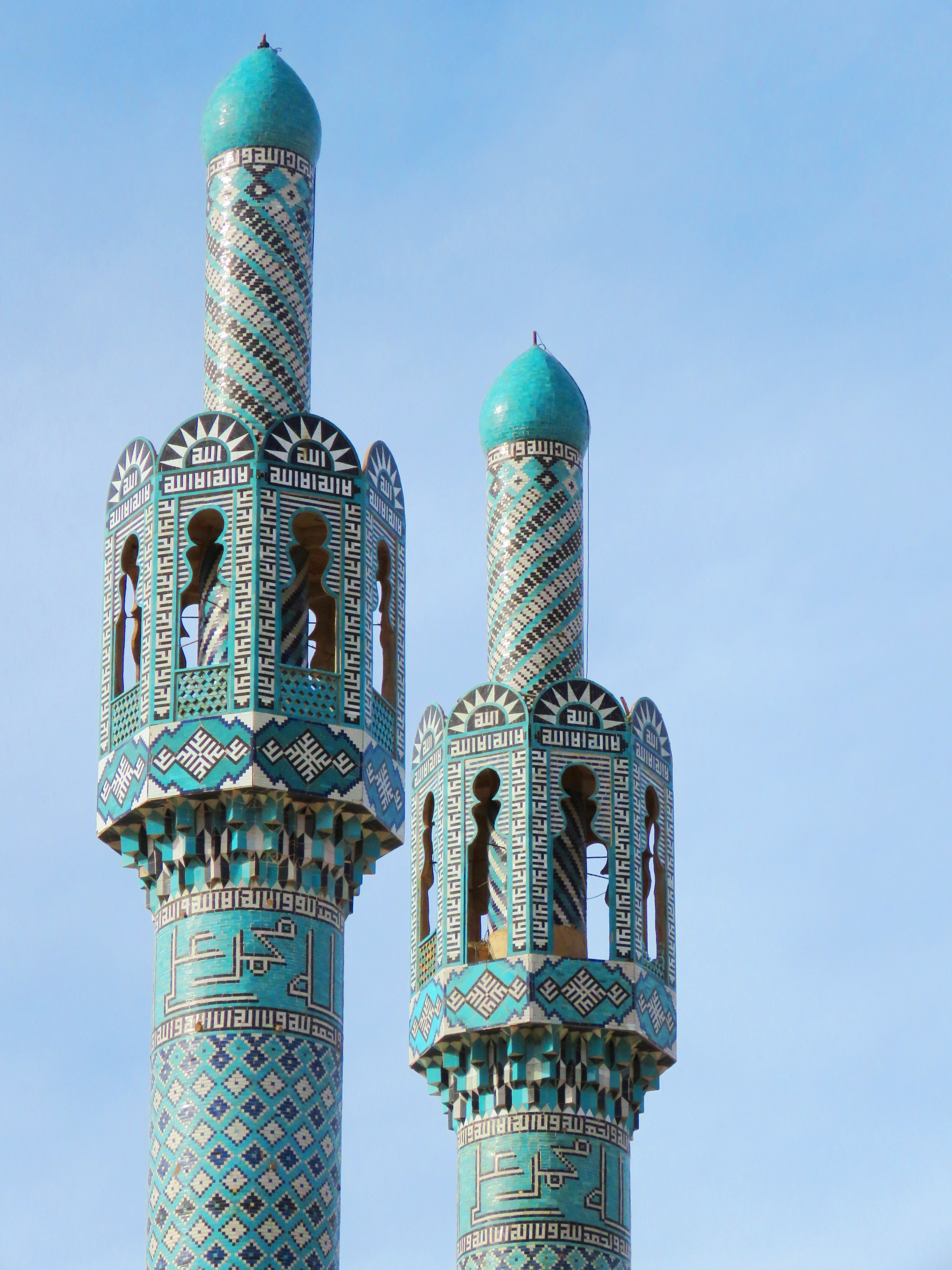
گلدسته‌های صحن حسینیه

این بقعه توسط چهار خواهر به نام‌های مینا، آرزو، فرشته و فریبا ساخته شده‌است، که طراح اصلی ان «مینا» است.
در این‌جا سنگ قبر از مرمری قرار دارد که روی آن آیه تطهیر و اطراف آن نام دوازده امام نگاشته شده‌است. در سویه جنوب غربی رواق پشت حرم فضای کوچکی قرار دارد که نعمت‌الله ولی دست کم یک چله (چهل شبانه روز) را در آن سپری کرده و در این مدت به پرستش و نیایش و عبادت می‌پرداخته و این مکان احتمالاً پیش از عصر صفویه ساخته شده که در زمان احداث رواق آن را حفظ نموده‌اند.

### چله خانه
در جنوب غربی بقعه و در عرض تالار بزرگ از سمت در ورودی به سوی گنبدخانه، اتاقی بسیار کوچک با طاق کوتاه دیده می‌شود که می‌گویند روزگاری چله خانه شاه نعمت‌الله بوده‌است. شواهد موجود ساخت این بنا را به پیش از عصر صفویه نسبت می‌دهند و گویی در ساخت و سازهای بعدی آن را به خوبی حفظ کرده‌اند. گوناگونی رنگ‌های به کار رفته در تزیینات نشانه‌هایی از دوران پس از تیموریان را دارند.
البته برخی هم بر این باورند که این قسمت باقی مانده بنایی است که به مرور زمان به رواق الحاق شده‌است. این بنا از قدیمی‌ترین بخش‌های مجموعه به‌شمار می‌رود و سقف آن به شکل کلاه صوفیان و دارای ۱۲ ترک است. بر روی در و دیوار این قسمت، آیات، احادیث و اشعاری به رنگ‌های سفید و آبی و قرمز با این مضامین دیده می‌شود: اشعاری در وصف جایگاه علی و امام‌های شیعه، وصف شاه نعمت‌الله ولی و توصیف شهر ماهان.

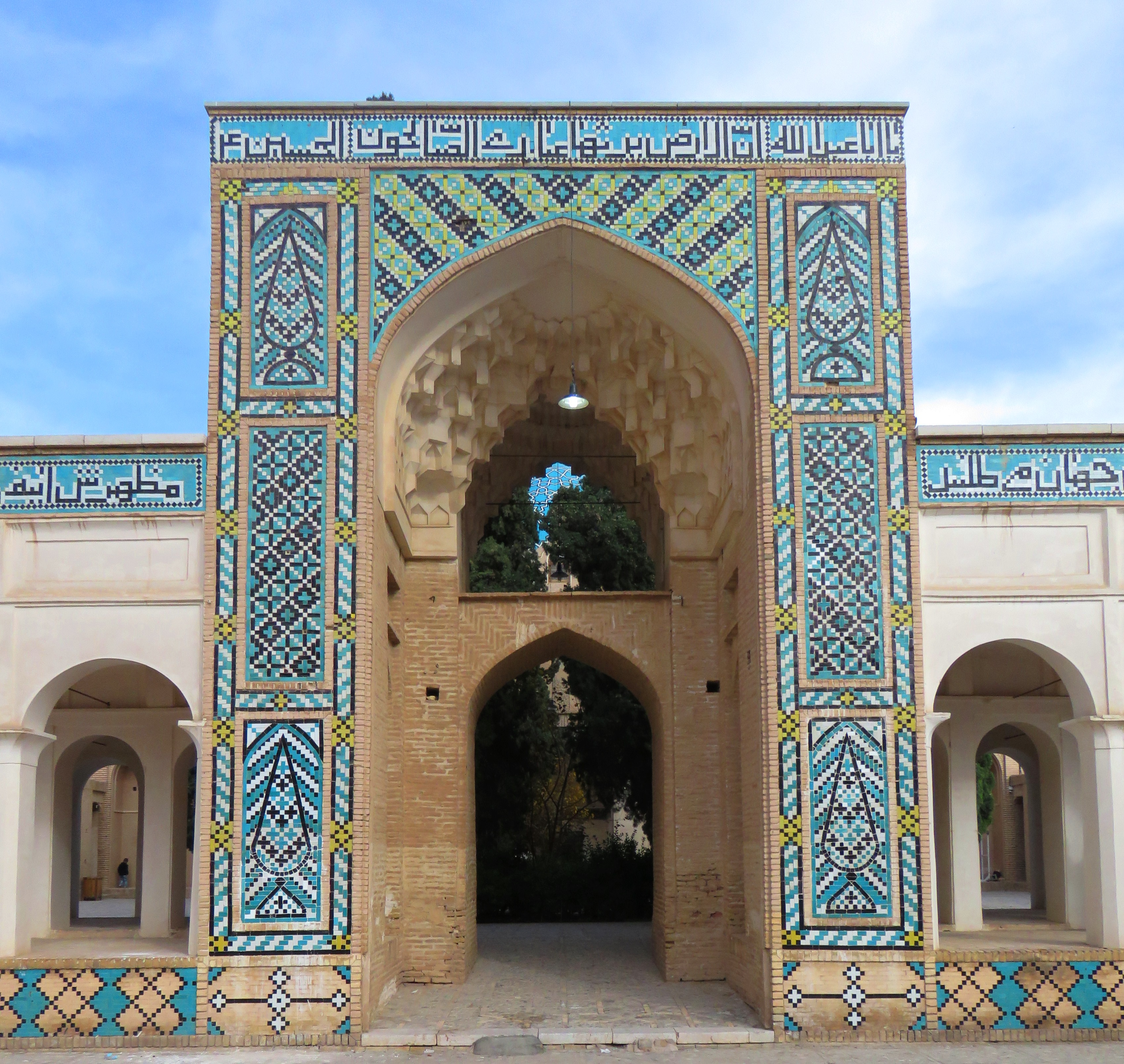
ورودی صحن حسینیه به صحن میرداماد

### رواق شاه عباسی (دارالحفاظ)
بنای دارالحفاظ از قسمت‌های قابل توجه این مجموعه است که قدمت ساختمان آن بر اساس کتیبه موجود به زمان شاه عباس اول بازمی‌گردد و به همین مناسبت به رواق شاه عباسی شهرت دارد. این رواق در زمان حکومت بیک تاش خان ساخته شده و طول آن ۳۳، عرض آن ۹۹ و ارتفاع آن ۱۴ متر است.
در ضلع جنوب شرقی این بنا دو سنگ قبر صندوقی شکل به چشم می‌خورد که یکی به آغاخاتون (همسر خلیل بیک افشار) و دیگری به بیک تاش (فرزند ولی خان) تعلق دارد. می‌گویند درهای این مقبره کاری از علیشاه نجار هستند.
دو در ورودی داخل دارالحفاظ وجود دارد که یکی به حرم و دیگری به صحن شاه عباسی (میرداماد) راه دارد. بر بدنه شمالی سردر ورودی حرم، داخل رواق شاه عباسی، سنگ زیبایی مزین به نام دوازده امام قرار دارد که شخصی به نام قطب الدین آن را نذر سید کرده‌است.
بر بالای این مدخل کتیبه ای به خط ثلث سفید بر زمینه لاجوردی دیده می‌شود که نام احمد شاه و تاریخ ساختمان حرم را در خود دارد. این کتیبه به این صورت خوانده می‌شود: شهاب الملک و الدنیا و الدین… احمدشاه ابوالمفازی و تاریخ اتمام ۸۴۰ ه‍.ق کتیبه دیگری نیز در این قسمت وجود دارد که شامل اشعار عارفانه ای در مدح شاه و به خط نستعلیق سفید بر زمینه کاشی‌های آبی است.
بر بالای طاق ورودی و دور تا دور رواق کتیبه گچ بری شده و زیبایی به خط ثلث بر زمینه زرد رنگ جلب توجه می‌کند که آیاتی از سوره توبه را دربردارد. این آیات سعی در تأکید بر این مفاهیم دارند: لزوم امر به معروف و نهی از منکر، به جای آوردن فرمان‌های خداوند، برپایی نماز، تحقق وعده الهی به مؤمنان، ستیز با کفار و منافقان و توبه از گناهان.

### صحن میرداماد (شاه عباسی)
در پشت بنای دارالحفاظ صحن دلباز و مصفای میرداماد قرار دارد. ابعاد این صحن ۲۴ در ۳۱٫۵ متر است و حوضی مرمری به نام کوثر با ابعاد ۵٫۶ در ۳ متر در میان آن قرار دارد که متعلق به دوران شاه عباس اول است. صحن میرداماد به صحن شاه عباسی نیز شهرت دارد و در زمان ناصرالدین شاه قاجار بازسازی شده‌است. در شرق این صحن سردر مقرنس کاری شده دارالحفاظ خودنمایی می‌کند که روی آن شعری به خط ثلث سفید بر زمینه آبی دیده می‌شود. بانی این صحن بکتاش خان - حاکم صفویان در بغداد- و معمارش استاد کمال الدین حسین بود.

### صحن وکیل الملک
صحن وکیل‌الملک از یادگارهای محمد اسماعیل خان نوری وکیل الملک حاکم کرمان است.

### صحن حسینیه
این صحن مناره‌هایی بلند دارد که ارتفاع آنها ۴۲ متر عنوان شده‌است. زمان ساخت این صحن به دوره محمدشاه قاجار بازمی‌گردد و بانی ساخت آن عبدالحمید میرزا -شاهزاده قاجار و حاکم کرمان- و معمار آن شخصی به نام استادرضا بود. در ضلع غربی این صحن فضای وسیعی با ابعاد ۲۳ در ۴۵٫۷ متر وجود دارد. سردری چشم نواز با دو مناره آجری مزین به کاشی کاری، مقرنس کاری و خطوط بنایی بخش‌های تماشایی این صحن اند و ایوان‌ها و تعدادی اتاق نیز گرداگرد آن شکل گرفته‌اند. این صحن به وسیله یک پل به خانه بیگلر بیگی (مشهور به خانه متولی باشی) ارتباط داشته که در جریان سیل سال ۱۳۱۱ ه‍.ق از بین رفته‌است. به همین دلیل برخی این صحن را با عنوان بیگلربیگی نیز می‌شناسند. خانه مذکور بین سال‌های ۱۲۵۰ و ۱۲۶۰ هجری قمری در زمان حکومت محمد شاه قاجار ساخته شده‌است و از سال ۱۳۹۲ به عنوان هتل مورد استفاده قرار می‌گیرد.

### صحن اتابکی
صحن اتابکی در زمان علی اصغر خان اتابک صدراعظم ناصرالدین شاه و با وجوه اهدایی او تازه‌ترین صحنی است که بنا نهاده شده‌است. ورودی امروزی آن از سمت شرق است که به صحن اتابکی و از آنجا به صحن وکیل الملکی که به رواق‌های دوره قاجاریه و گنبدخانه و رواق شاه عباسی و صحن حسینیه دسترسی دارد منتهی می‌گردد.

### مناره‌ها
چهار مناره کاشی کاری شده در برگیرنده کتیبه‌های شیعی هستند. پیش از مرمت برای تزیین دور تا دور مناره هشت ضلعی از کلمه علی (ع) استفاده شده بود؛ اما کتیبه‌های امروزی کمی با گذشته تفاوت دارند. در بخش بالایی هر سمت از مناره کلمه «الله» دیده می‌شود و قسمت اول شهادتین «لا اله الا الله» در زیر آن تکرار شده‌است. کلمه «علی» نیز چهار بار به صورت الگوی در هم پیچیده نوشته شده‌است. تکرار این شیوه در دور تا دور هشت ضلعی جلوه جالب توجهی دارد. در اینجا تلفیق ستایش الله و تحسین علی (ع) را شاهد هستیم و از چیدمان کتیبه این گونه برداشت می‌شود که هر کس به علی ایمان بیاورد به عشق خدا می‌رسد.

### کاروانسرا
کاروانسرایی در کنار ضلع غربی آستانه قرار دارد که مربوط به دوران قاجار بوده‌است. این کاروانسرا که ورودی آن در جهت شمال است شاه نشین و صحن و حجره‌هایی را در خود دارد.
پس از زمین لرزه ۱۳۶۰ کرمان بخشی از قسمت بالایی گنبد آستانه فرو ریخت و شکاف‌هایی در آن پدیدار شد که توسط سازمان میراث فرهنگی، صنایع دستی و گردشگری استان کرمان بازسازی شد.
این مجموعه طی شش قرن بنا شده و تداوم معماری ایران را در شش قرن گذشته و به صورت زیبایی به تماشا گذارده‌است. عناصر تزئینی مجموعه شامل کاشیکاری، کاربندی، مقرنس، گچبری و نقاشی است.

### معماران
بیشترین توسعه این مجموعه در دوران قاجاریه انجام شده‌است. معماران آن استاد کمال الدین حسین و بانی آن بکتاش خان (رواق و صحن میرداماد)، استاد رضاً و بانی آن عبدالحمید میرزاً (صحن حسینیه) هستند. صحن وکیل الملکی و رواق‌ها به دستور وکیل‌الملک اول و دوم در سال‌های ۱۲۸۵ ه‍.ق بنا گردیده‌است.

## معمای عدد ۱۱ در معماری آرامگاه
یکی از نکات جالب توجه معماری آرامگاه شاه نعمت‌الله ولی استفاده از عدد ۱۱ در آن است که وینسنت کارلز پژوهشگر رشته ریاضی از کشور هلند موفق به کشف آن شد. وی با مطالعاتی که بر روی طرح گنبد فیروزه ای این آرامگاه انجام داد پی به این مسئله برد که گنبد به ۱۱ قسمت مساوی تقسیم شده‌است. قاعده این ۱۱ قسمت در پایین گنبد قرار دارد و راس‌های آنها در بالای گنبد و در کنار یکدیگر واقع شده‌اند. از نظر ریاضی، معمولاً محیط دایره به قسمت‌های مساوی زوج تقسیم می‌شود و انتخاب عدد ۱۱ برای تقسیم گنبد و طراحی آن بسیار جالب توجه است.
این کار از نظر علم ریاضی بسیار مشکل است و این سؤال را به ذهن می‌آورد که چطور این ۱۱ قسمت مساوی بر روی یک گنبد با یکدیگر جفت و جور شده‌اند؟
به احتمال قوی معماران آرامگاه شاه نعمت‌الله ولی با این کار قصد دادن پیامی را داشته‌اند. بررسی عدد ۱۱ و حروف ابجد نشان می‌دهد که این عدد معادل کلمه «هو» است که به معنای «الله» به کار می‌رود. احتمالاً این عدد نشان از ایمان و خلوص شاه نعمت‌الله ولی دارد.

## موزه
در بخش زیرین دالان ورودی موزه ای قرار دارد که در آن اشیای ارزشمند و مرتبط با فرهنگ تصوف نگهداری می‌شوند. ساختمان موزه به عمارت یا سردر امیریه شهرت دارد و از گچ و آجر در ساخت آن استفاده شده‌است. بنا حدود ۱۳۰ سال قدمت دارد و آن را به سبک معماری قاجار در زمان ناصرالدین شاه ساخته‌اند. زمانی این عمارت محل تجمع صوفیان و درویشان بود و در سال ۱۳۵۷ پس از مرمت و بازسازی به موزه آستانه بدل شد.
در این موزه آثار متنوعی دیده می‌شوند که نیکوکاران آنها را اهدا کرده‌اند. از جمله این اشیا و آثار می‌توان به موارد زیر اشاره کرد:
کشکول‌های آراسته به خط و نقش: این آثار برجسته‌ترین نشانه دراویش محسوب می‌شوند. این کشکول‌ها ظروف کوچکی هستند که دراویش و صوفیان آنها را در دست می‌گیرند و با زنجیری به شانه آویزان می‌کنند. کشکول بزرگی از آلیاژ برنج و ساخته دست هنرمندان اصفهانی مهم‌ترین کشکول این موزه است که نماد کشکول شاه نعمت‌الله ولی و سایر درویشان به‌شمار می‌رود.
تبرزین‌های تراشیده شده: تبرهای کوچکی که دراویش بر دوش حمل می‌کردند.
پته شال‌های سوزن‌دوزی شده: یکی از زیباترین و باارزش‌ترین آنها پته‌ای است که سال‌ها قبر شاه نعمت‌الله ولی را می‌پوشاند. این شال توسط ۹ تا ۱۲ زن در مدت سه سال برای پوشش قبر دوخته شد و و ابعاد آن ۴۰۵ در ۲۶۵ سانتی‌متر است.
صفحات قرآن: دو صفحه از یک قرآن که به خط کوفی نوشته شده‌اند و سبک نگارش آن، قدمتش را بیش از هشتصد سال نشان می‌دهد.
سایر اشیا: شمشیرهای مرصع (جواهرنشان) با جلد چرمی، سپرهایی از پوست کرگدن و فولاد، کتاب‌های خطی با چاپ‌های سنگی، دو عدد رحل قرآنی ساخت هند و چندین تمثال متعلق به محمد و امام‌های شیعه، ظروف چینی و بلور و…

## دیگر مقبره‌ها
در سمت جنوب غربی دالان ورودی و در صحن وکیل الملکی بقعه امیرنظام گروسی به چشم می‌خورد. وی که چهره نامدار دوره قاجار بود هم در سیاست شهرت داشت و هم هنرمندی ارزنده به ویژه در خطاطی محسوب می‌شد. وی که در اواخر عمرش والی کرمان و بلوچستان بود و در پنجم رمضان ۱۳۱۷ هجری قمری در گذشت. او را بنا بر وصیت خودش در بقعه‌ای که خود در محوطه آرامگاه شاه نعمت‌الله ولی ساخته بود، دفن کردند.
در پشت ضلع شرقی حرم و در میان یک رواق، سنگ قبر سید تقی الدین  نتیجه شاه نعمت‌الله- ولی دیده می‌شود.

## تزئینات آرامگاه
زیبایی و جلوه تماشایی آرامگاه شاه ولی مدیون تزیینات آن است که عبارتند از:

### آیات قرآنی
در داخل حرم با مضامین شکرگذاری خداوند و دوری از گناه
سردر ورودی صحن وکیل الملکی با مضمون مولایی نیکویی خداوند
دور تا دور رواق دارالحفاظ با مضمون امر به معروف و نهی از منکر و توبه بندگان از گناه به درگاه خداوند
بر روی سنگ مزار شاه نعمت‌الله با مضمون خداوند پلیدی را از اهل بیت دور سازد

### عبارات دعایی
در گنبد و مناره‌ها با مضامین دعا و تکبیر، شهادتین، اسماالله و نام‌های محمد و علی
بر روی کشکول ورودی حرم عبارت یاهو یا علی
بر روی سنگ مزار صلوات بر چهارده معصوم

### اشعار ادبی و عرفانی
در چله خانه عبارات و اشعاری در وصف علی و امام‌های شیعه، شاه نعمت‌الله و شهر ماهان
کتیبه دور تا دور در ورودی حرم شامل اشعاری در مدح شاه نعمت‌الله

### عبارات تاریخ دار
کتیبه بالای مدخل راست حرم که نام بانی و تاریخ ساخت حرم را دارد.

## نگارخانه

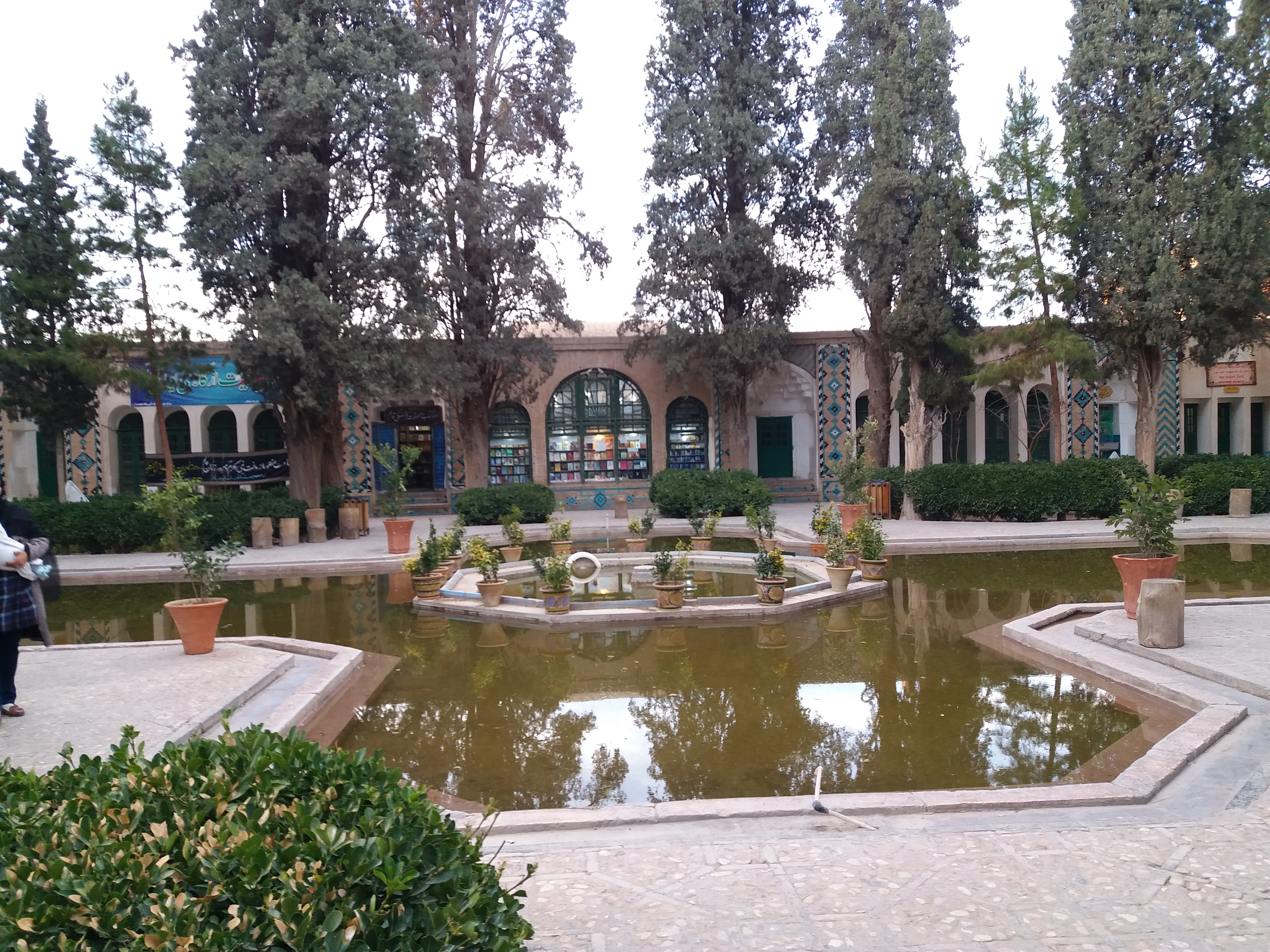
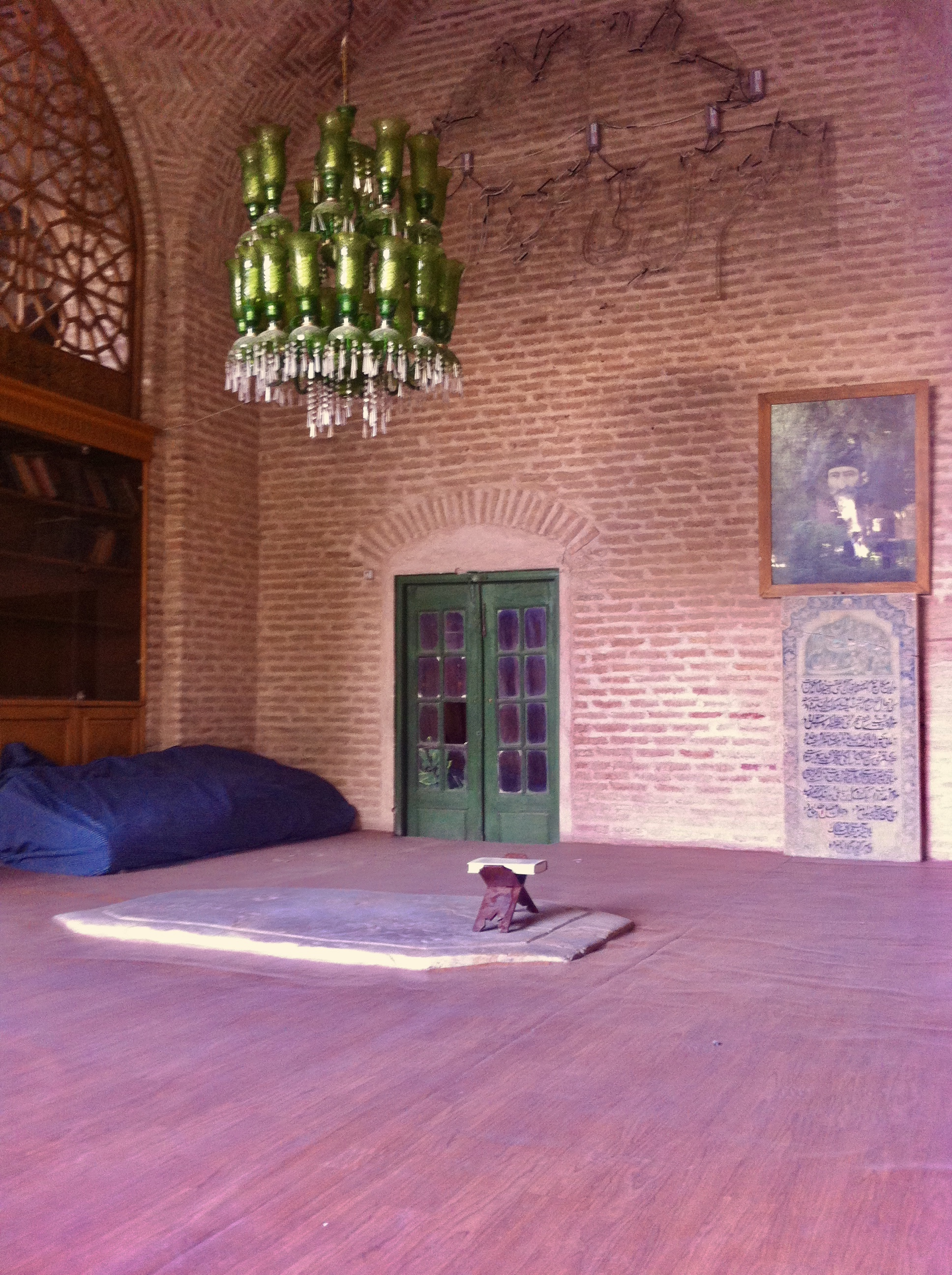
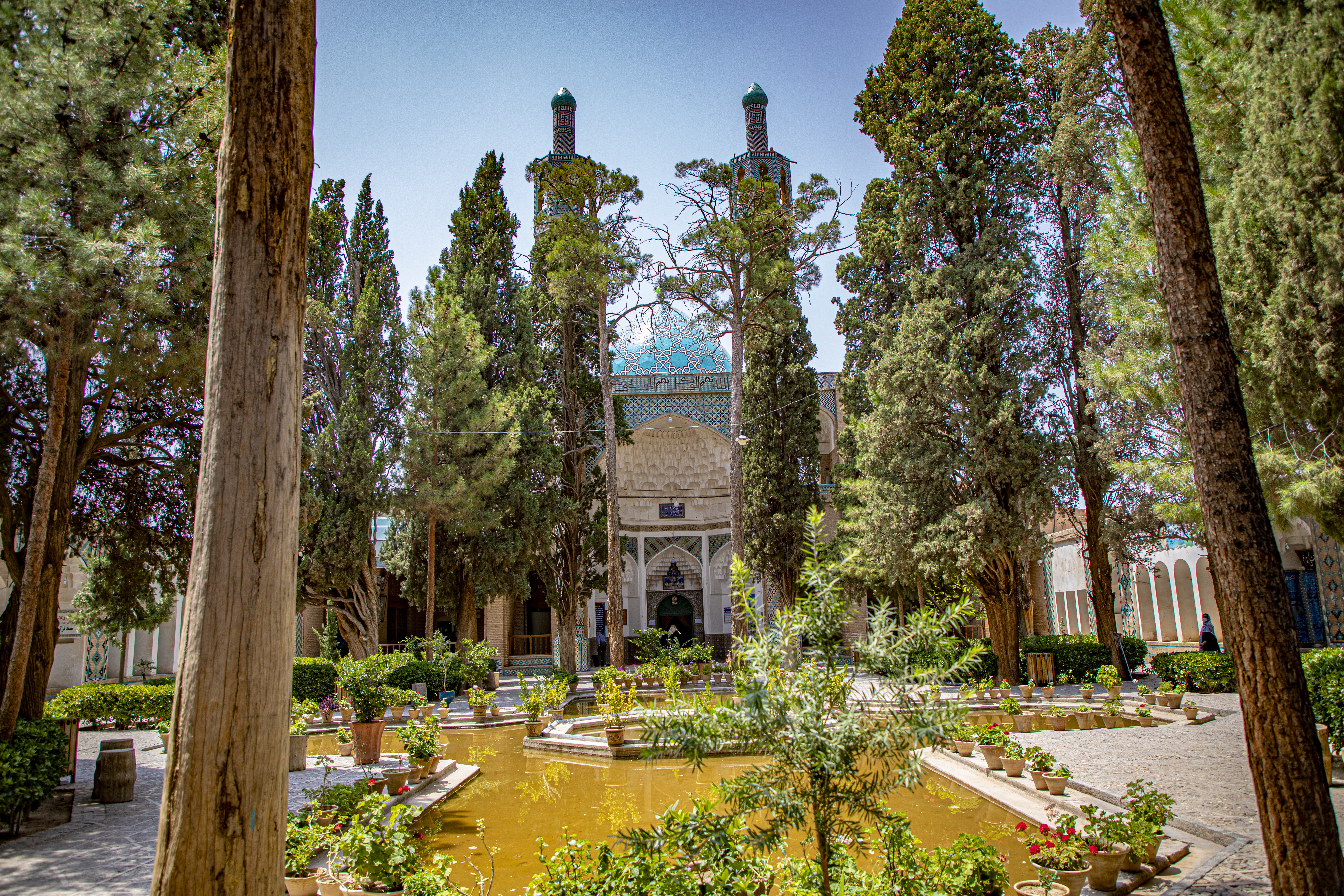
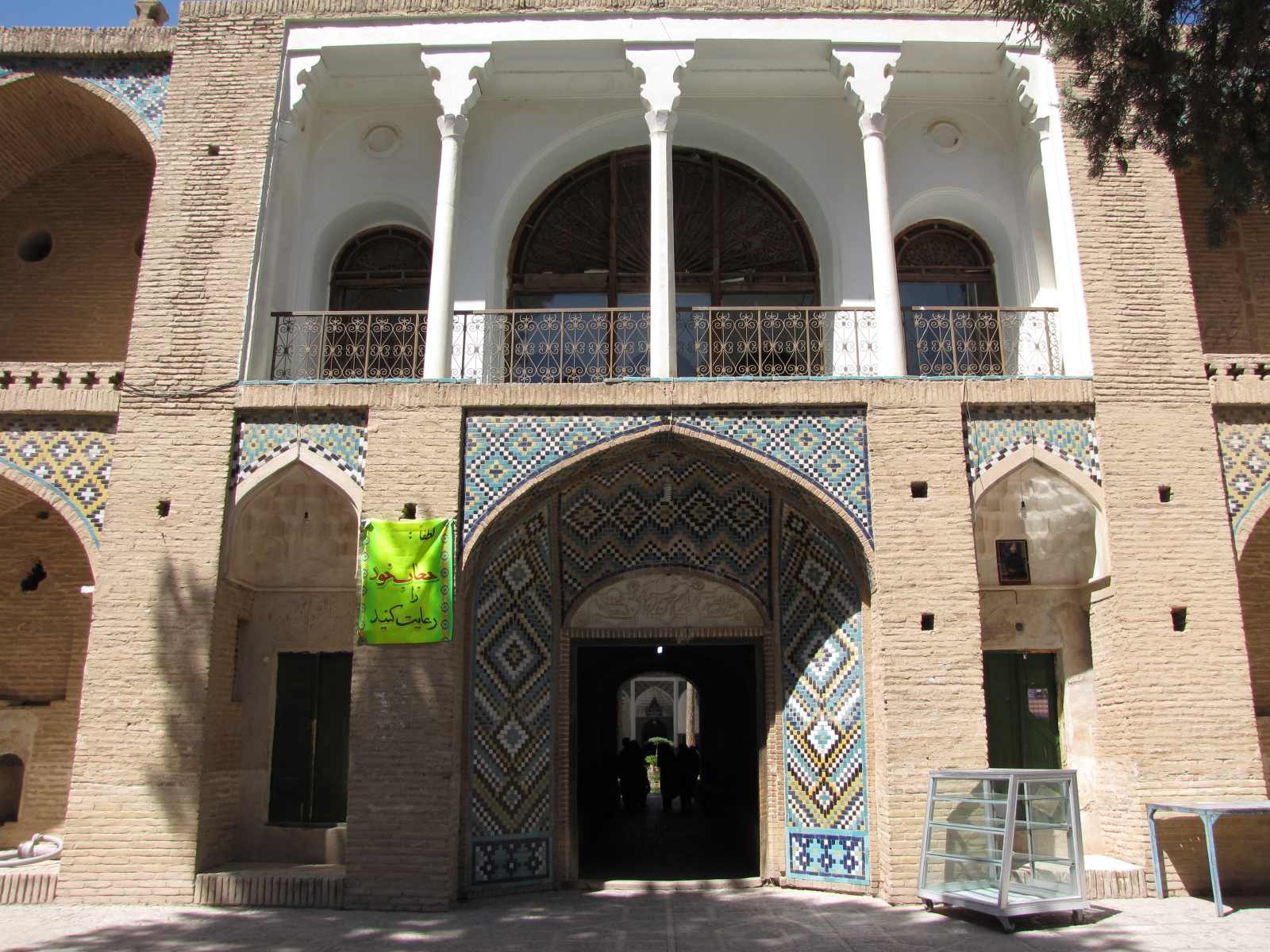
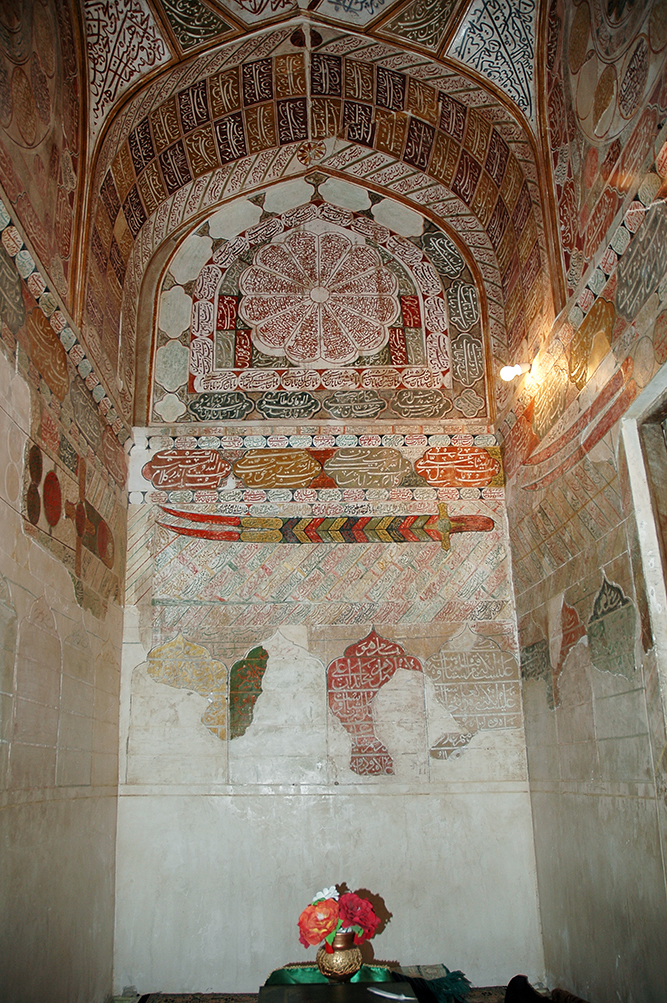
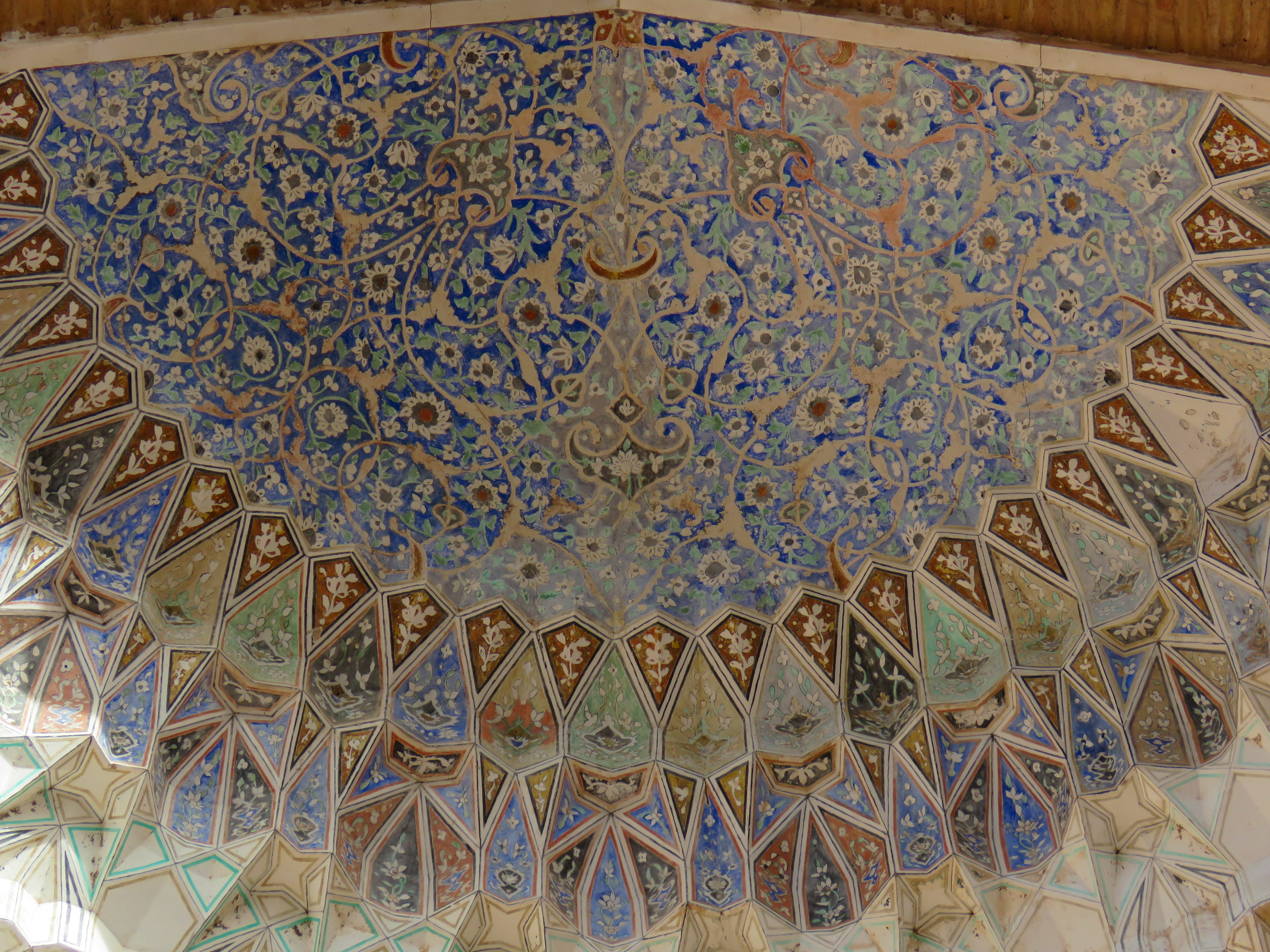
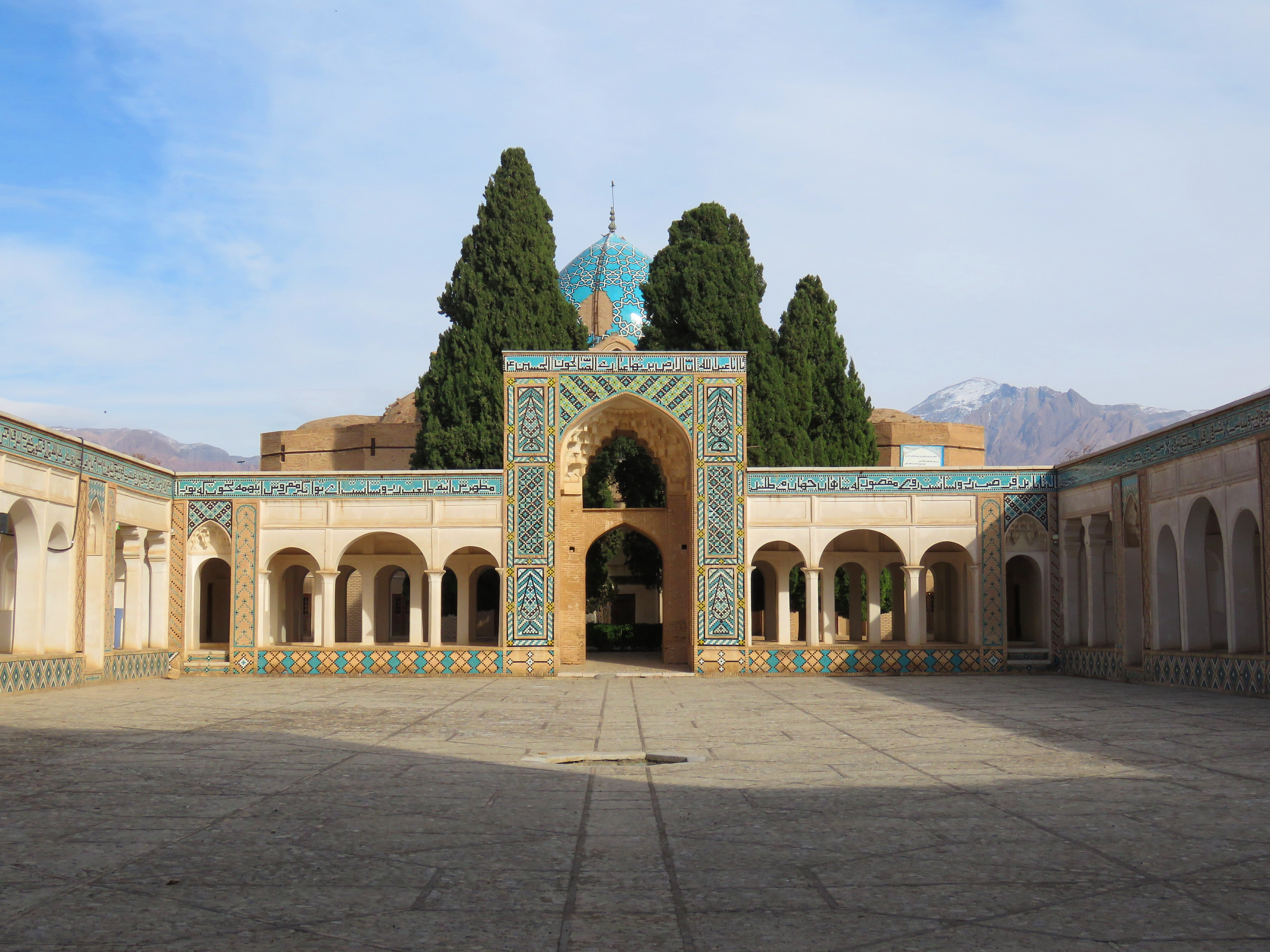
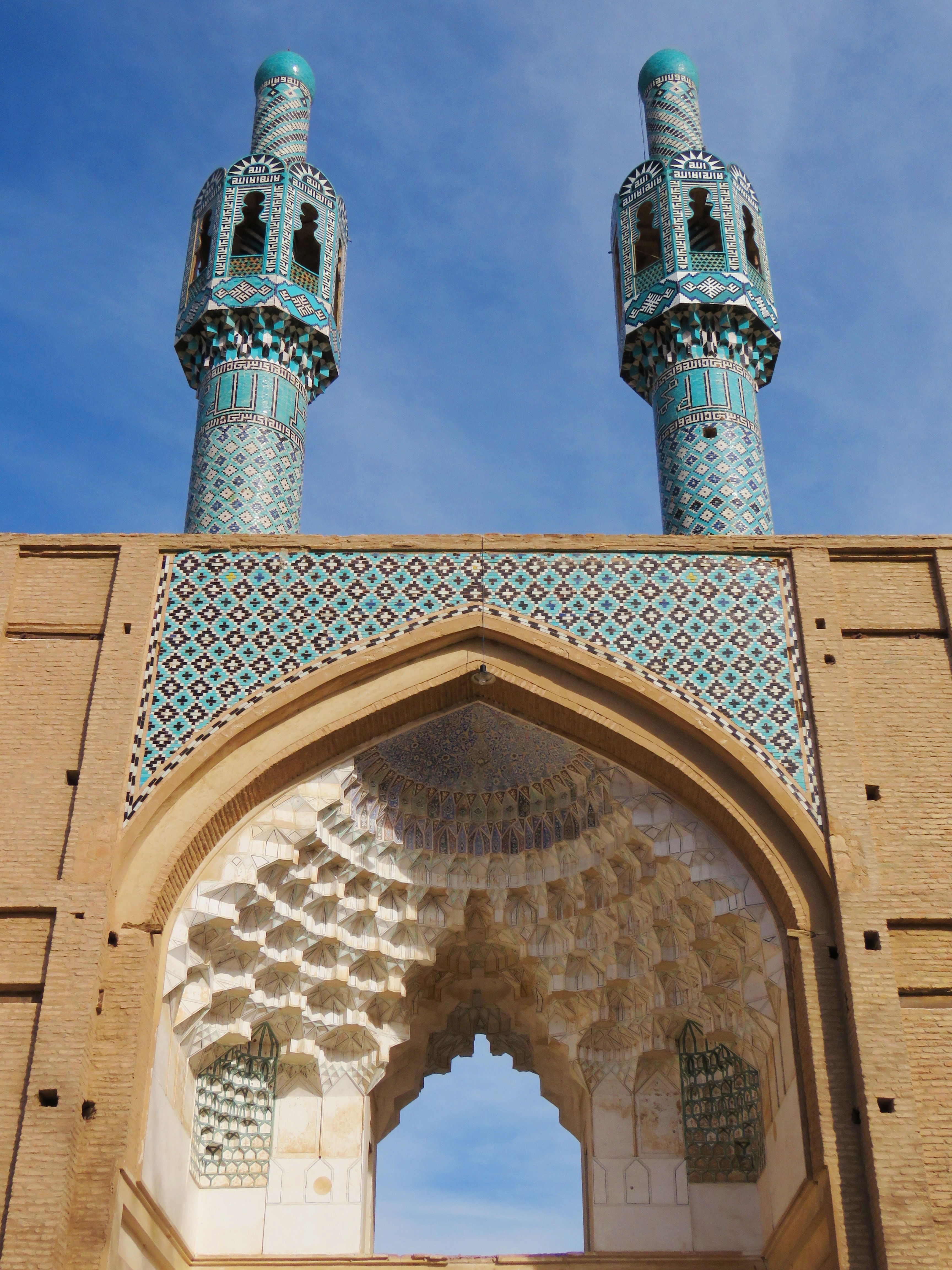
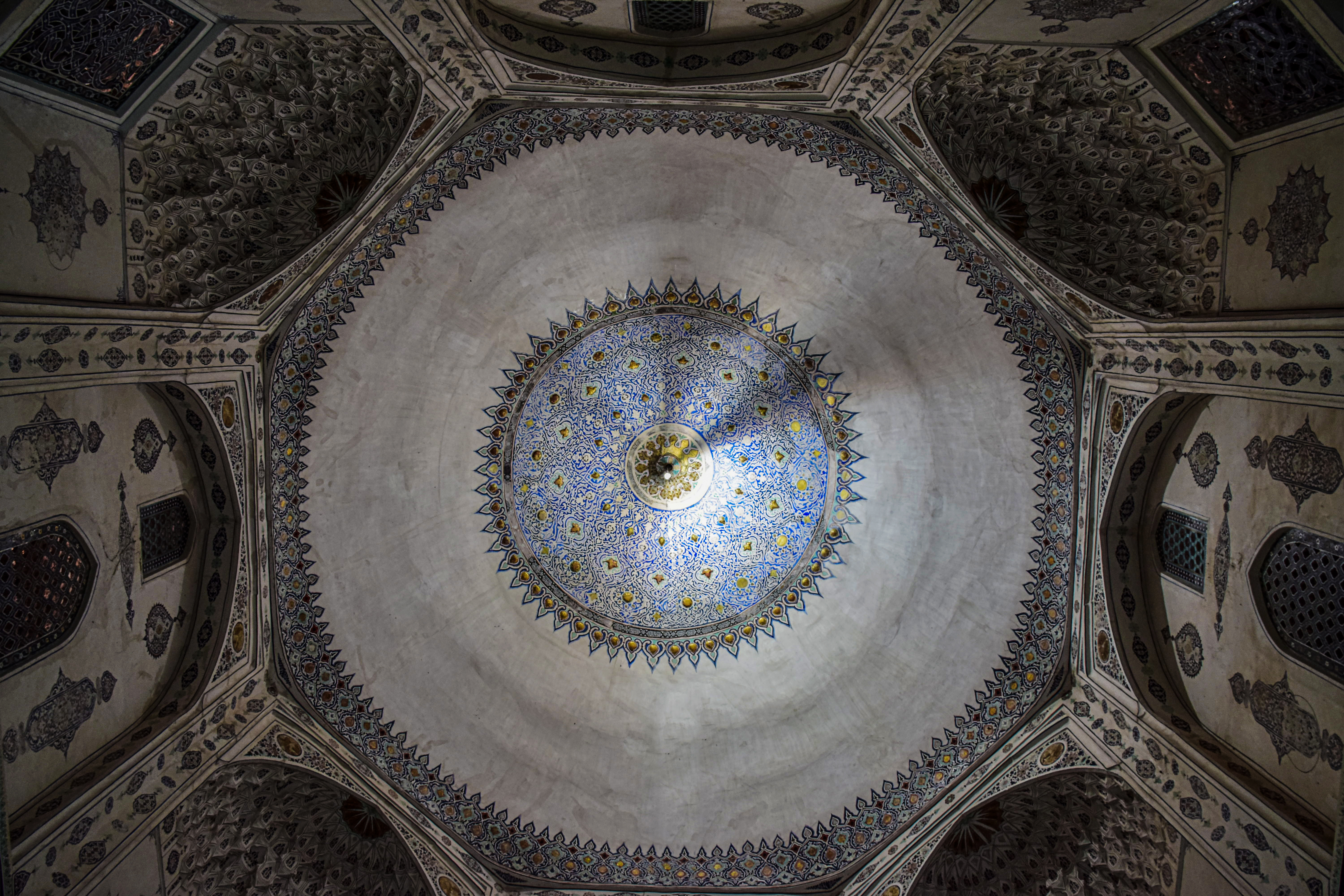
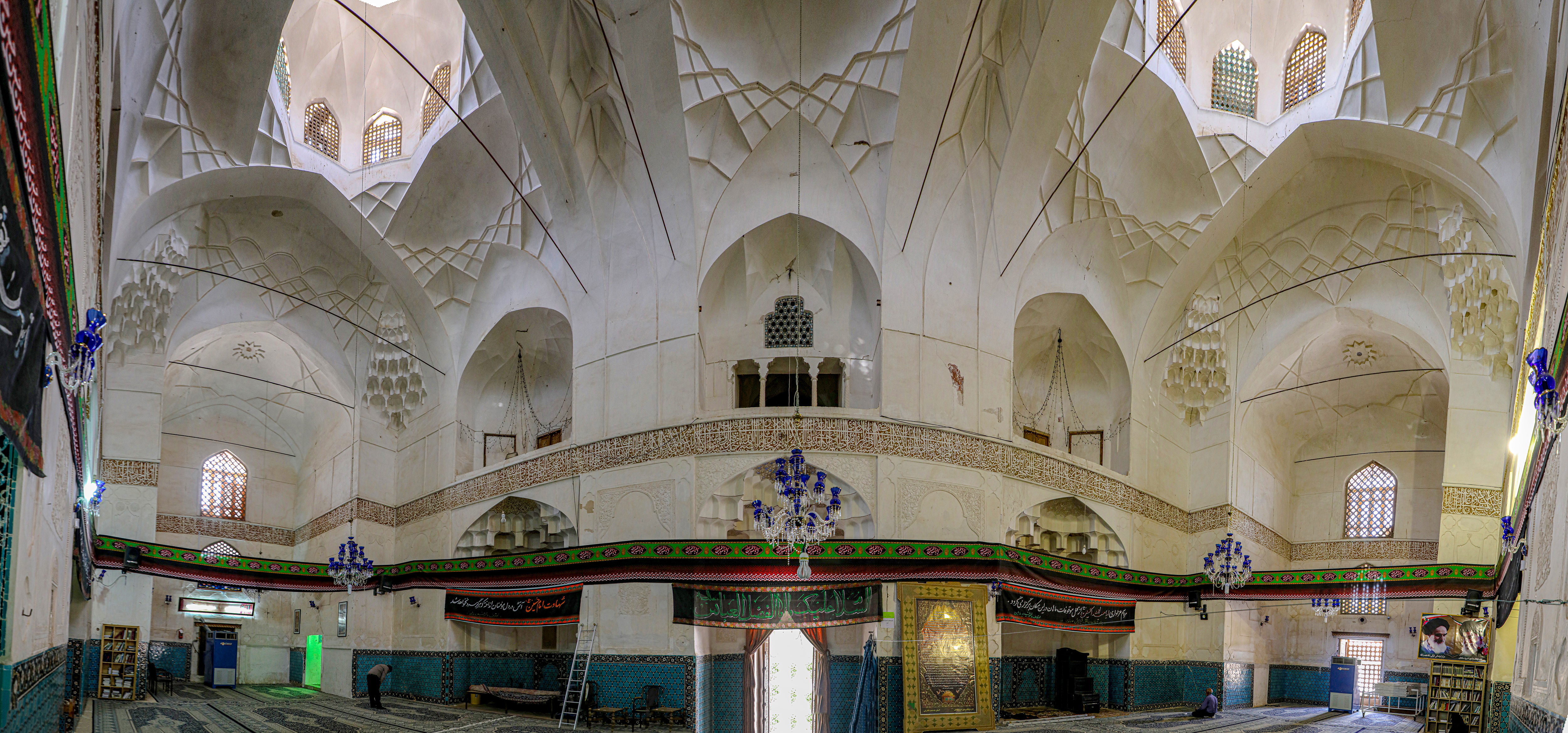
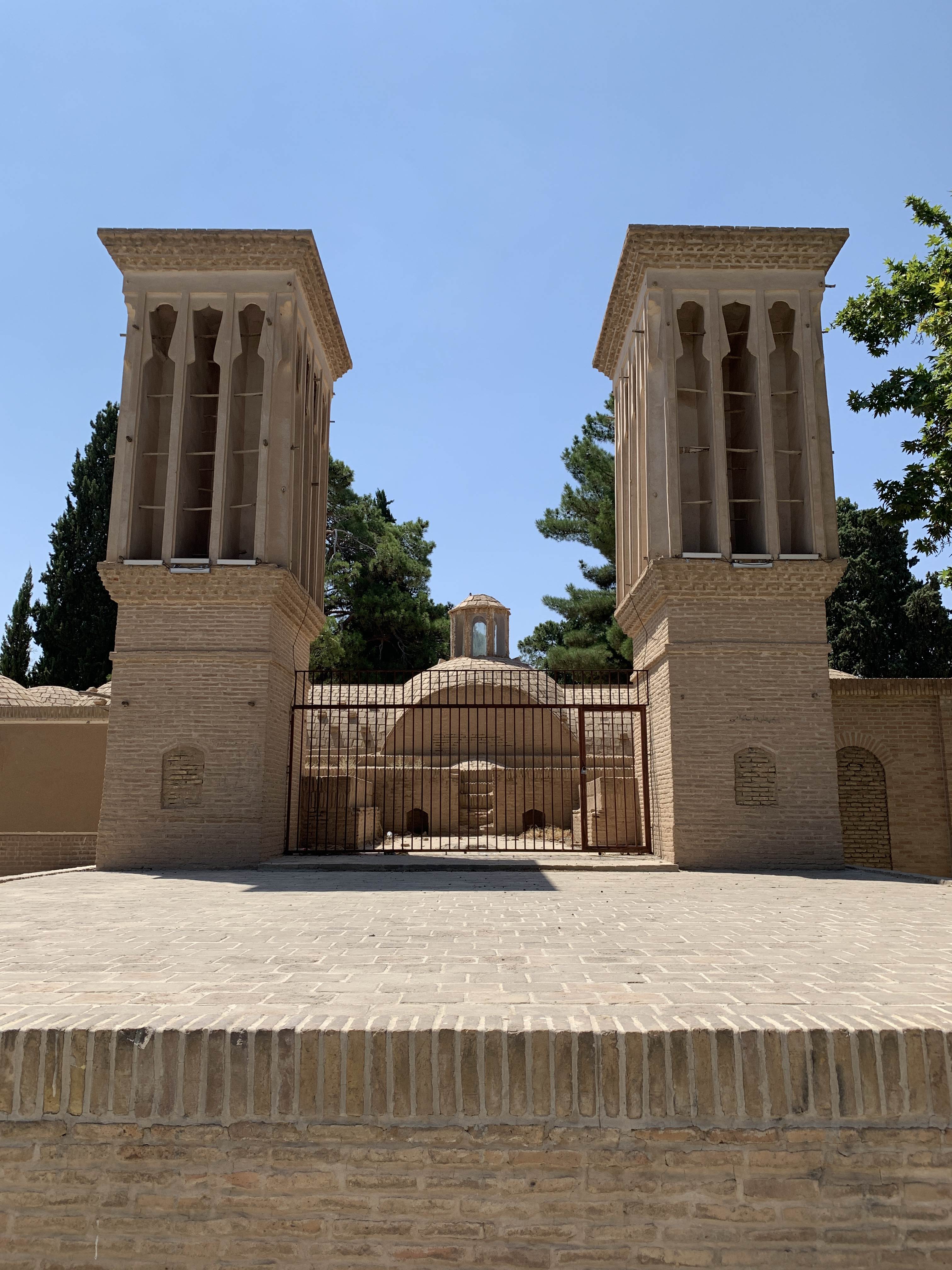
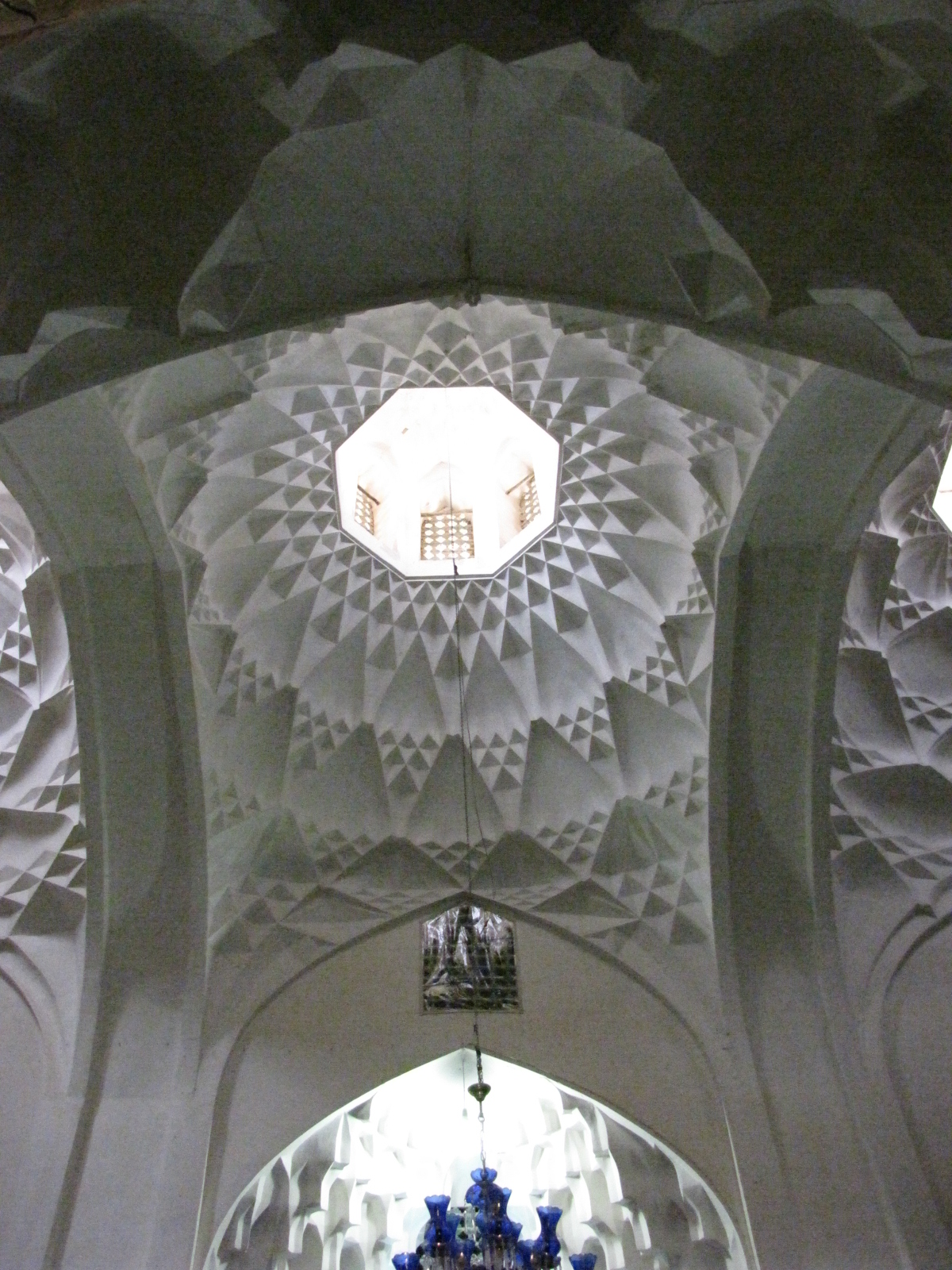
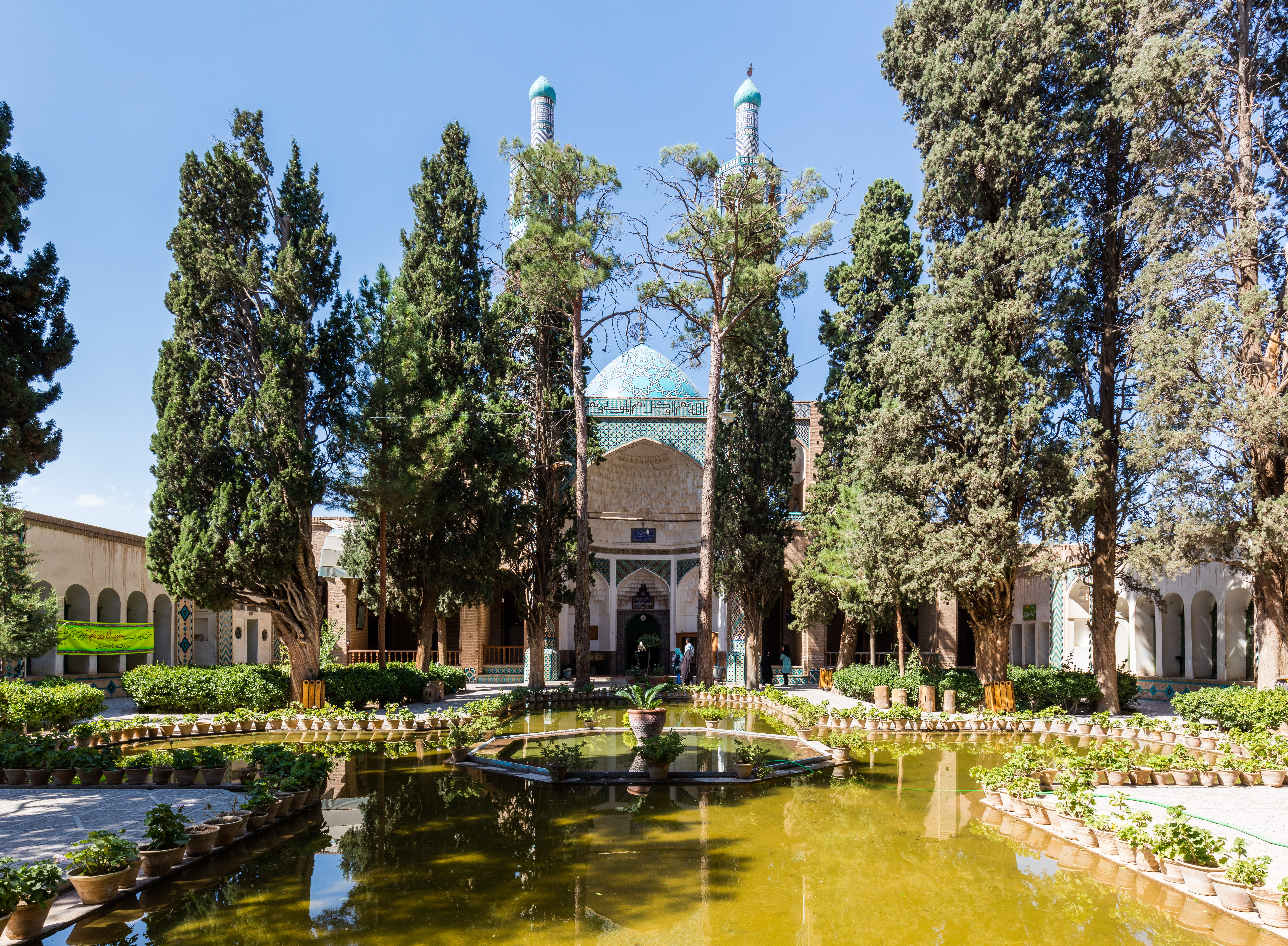
صحن وکیل الملک
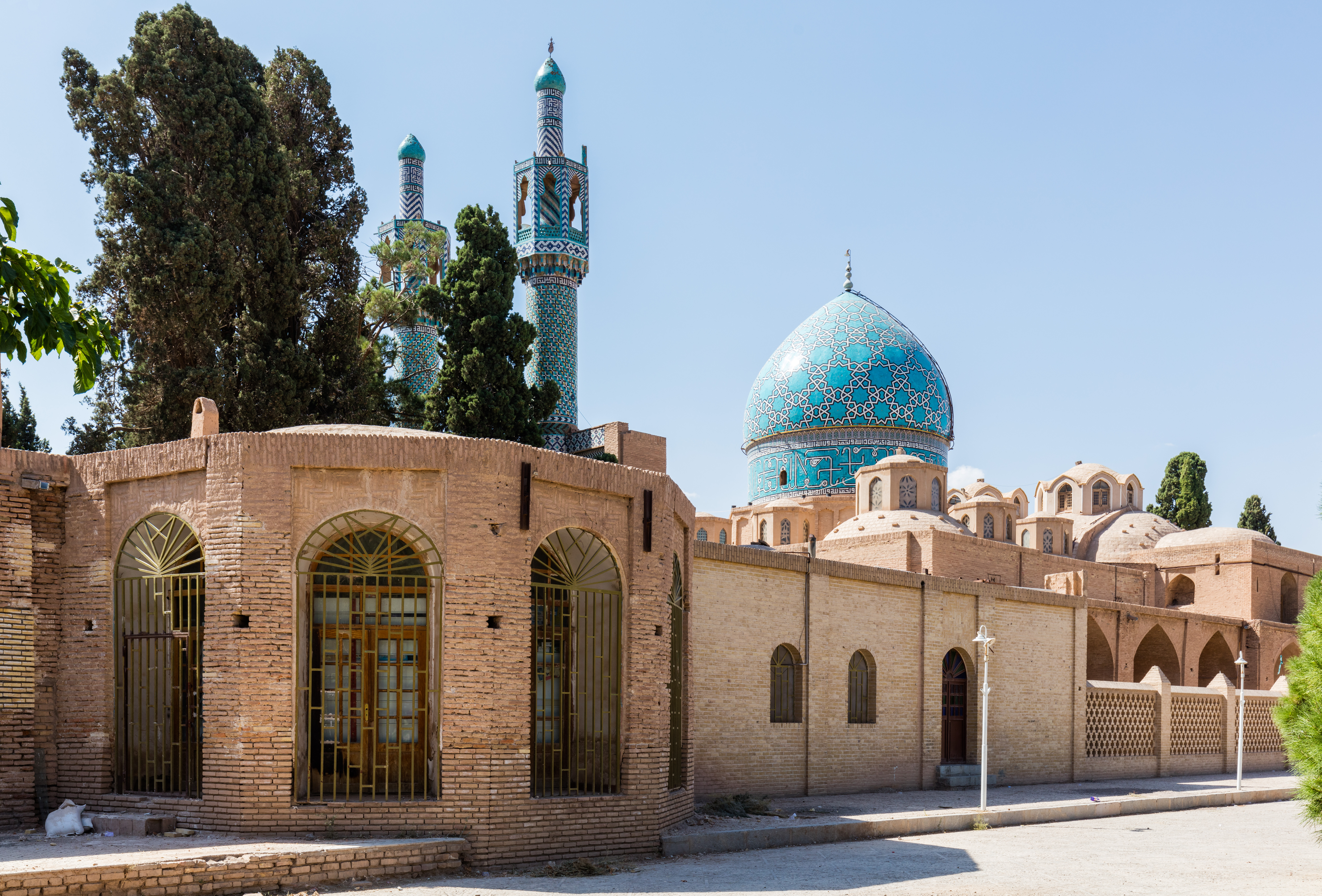
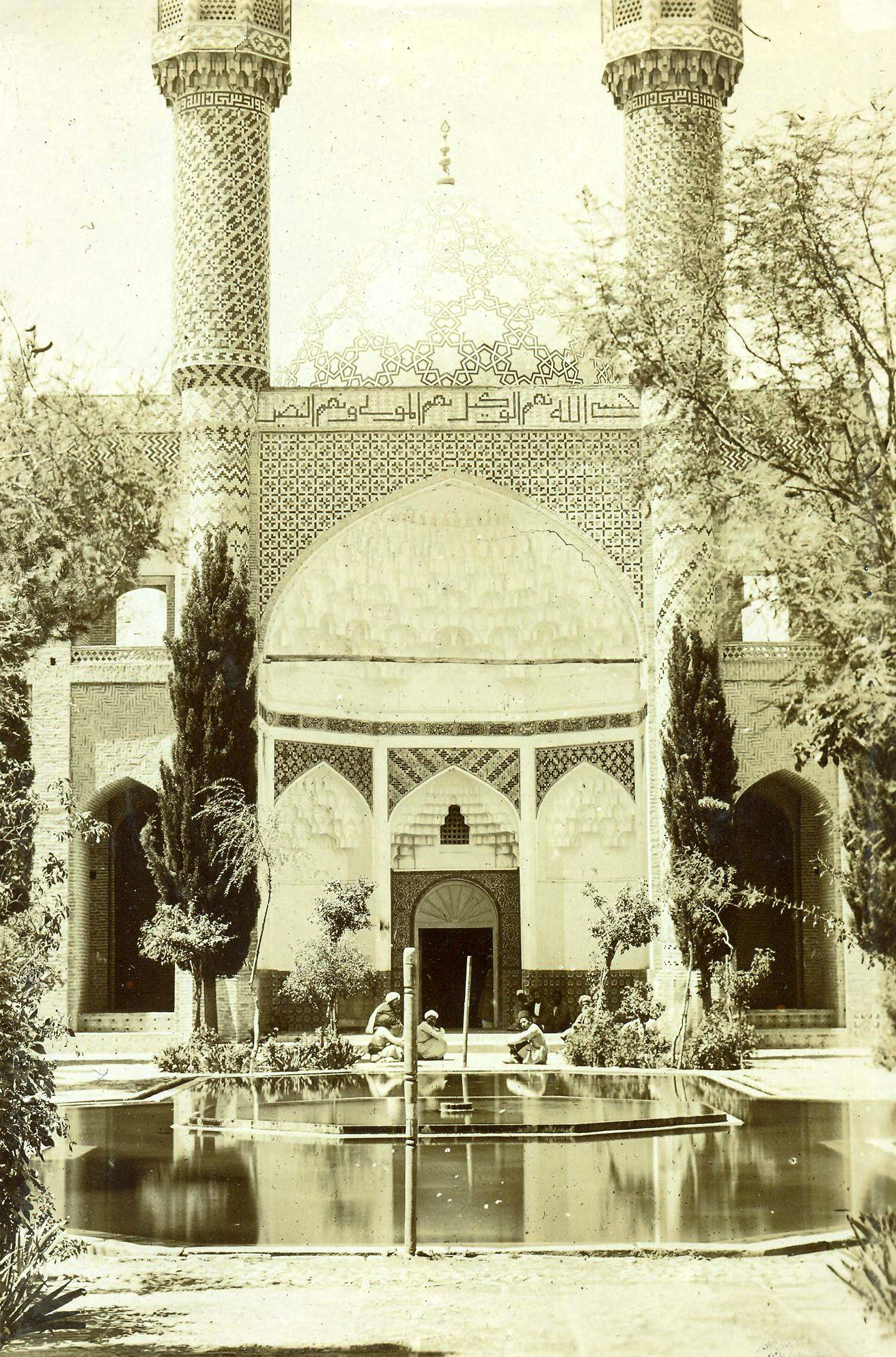
صحن وکیل الملک در زمان قاجار
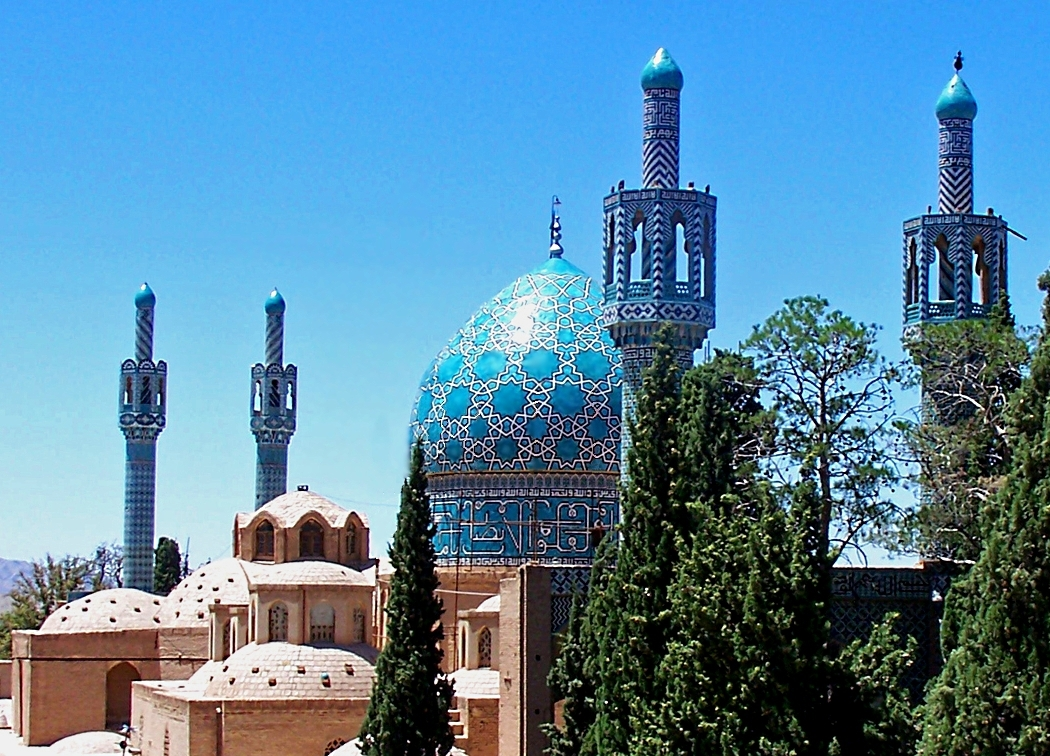
View of the dome and the minarets
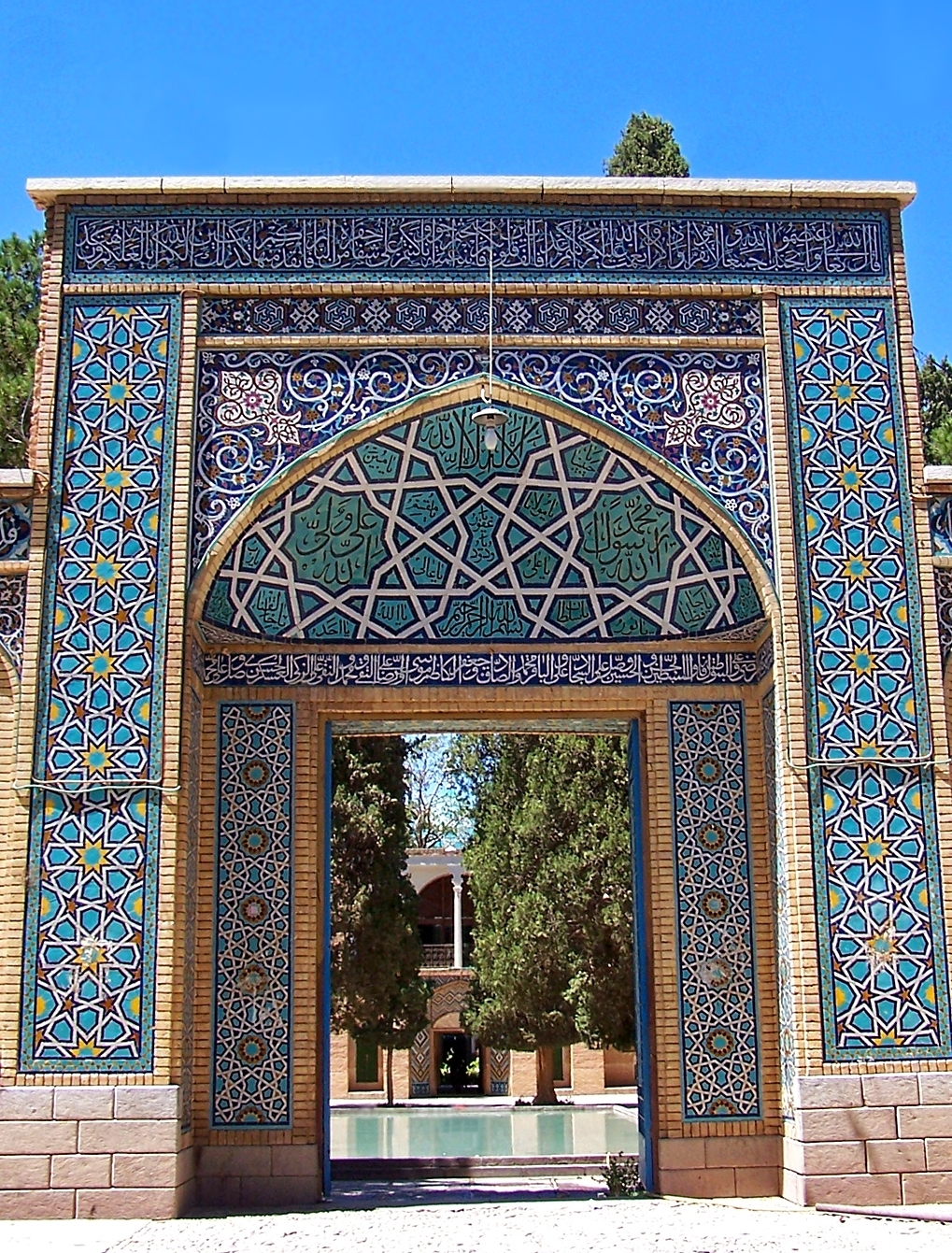
ورودی صحن اتابکی
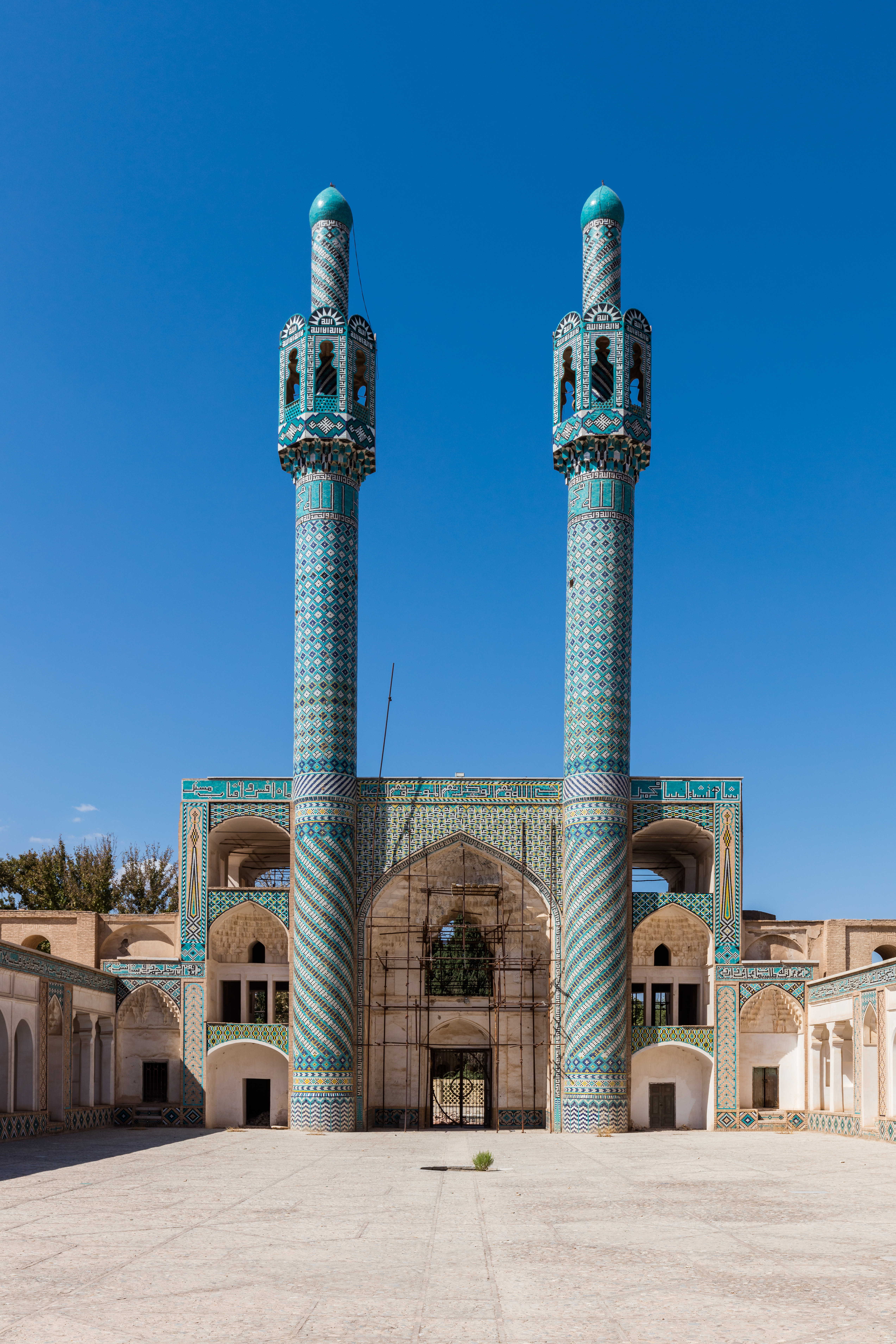
صحن حسینیه
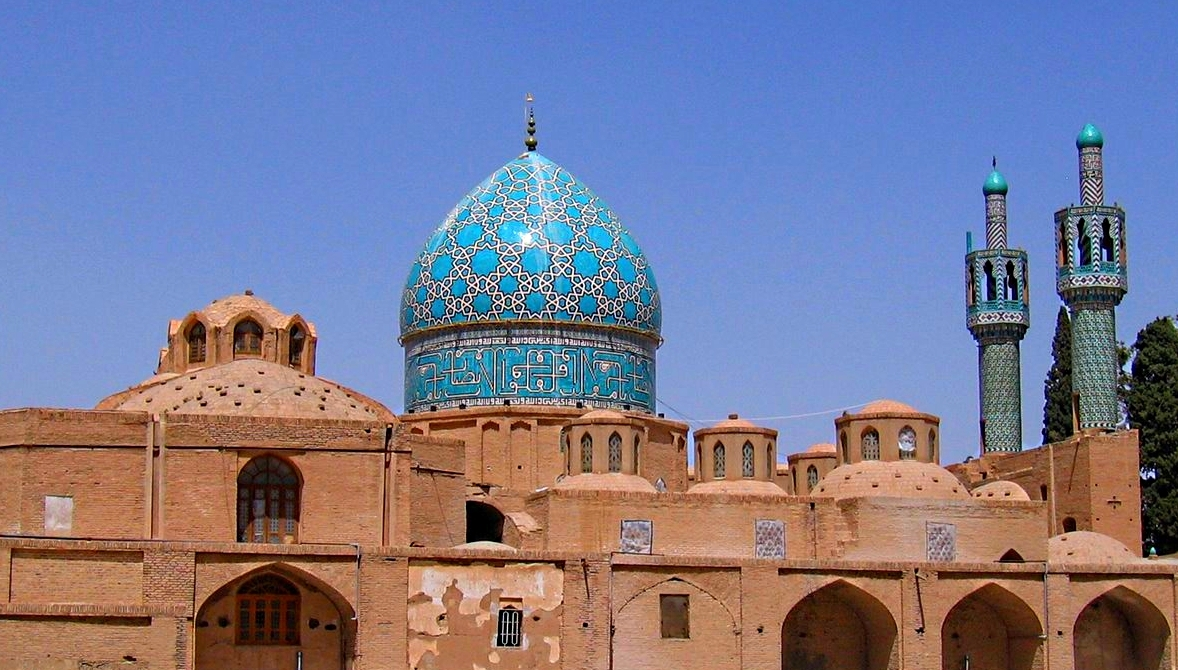
Outside view of the shrine
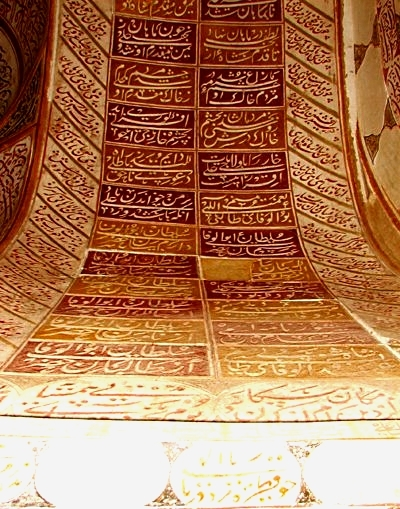
Interior Decorations (خوشنویسی)
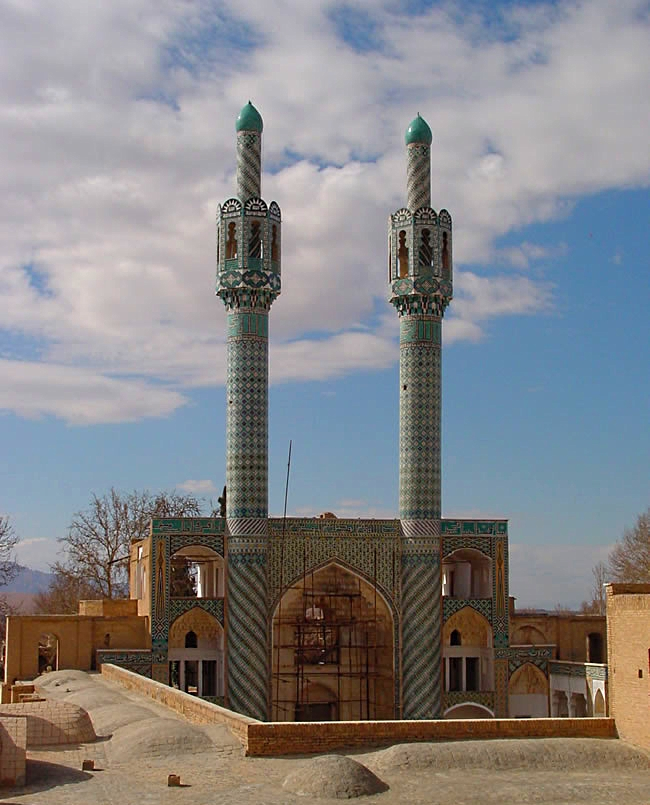
صحن حسینیه
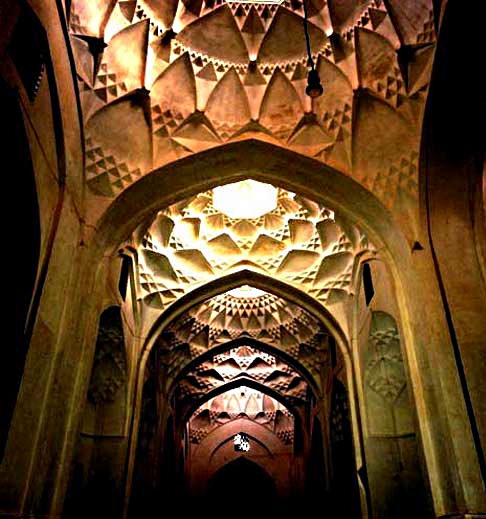
Interior ceiling vaults
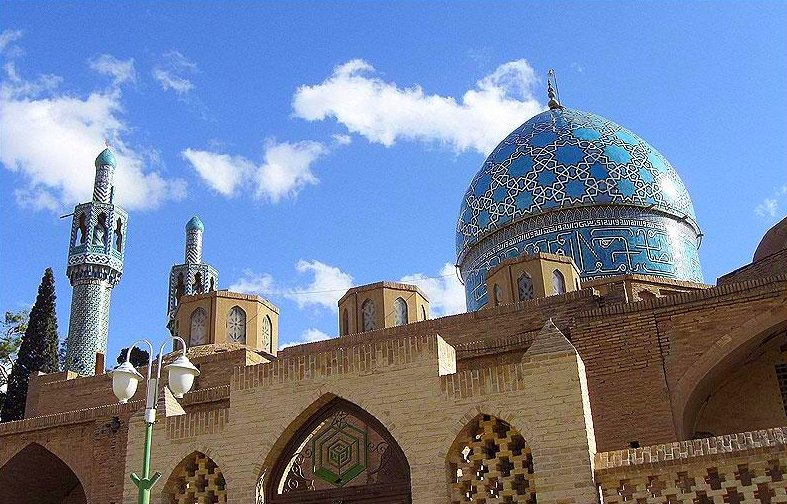
نمای بیرونی آرامگاه
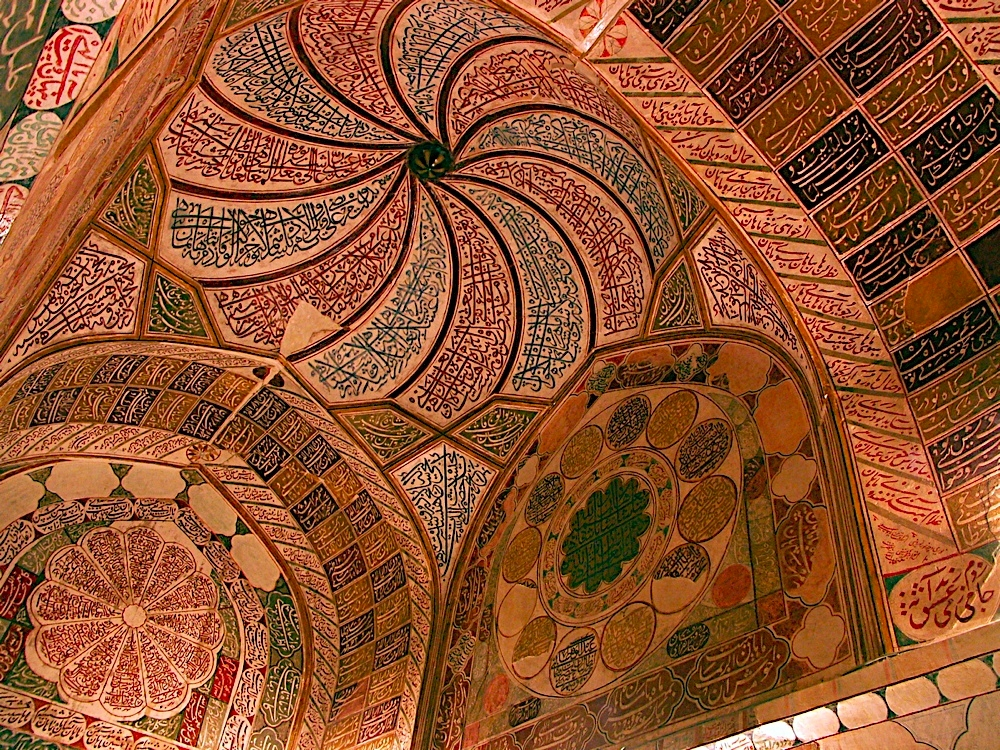
Elaborate decorations of the meditation room
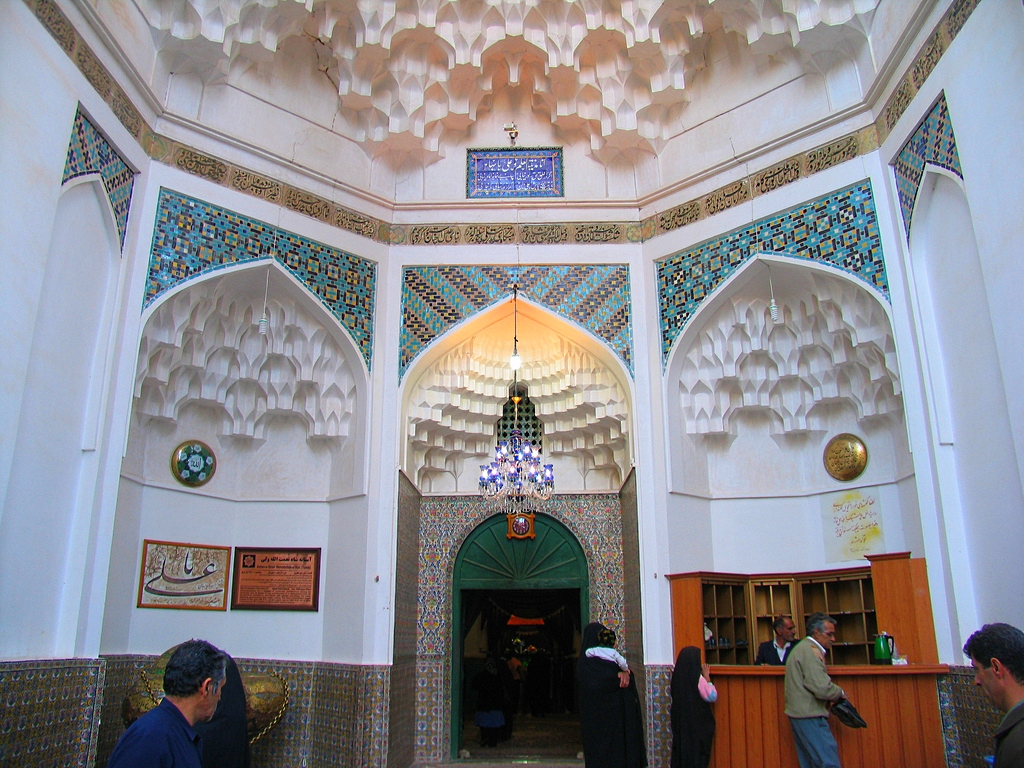
ورودی بقعه از صحن وکیل الملک
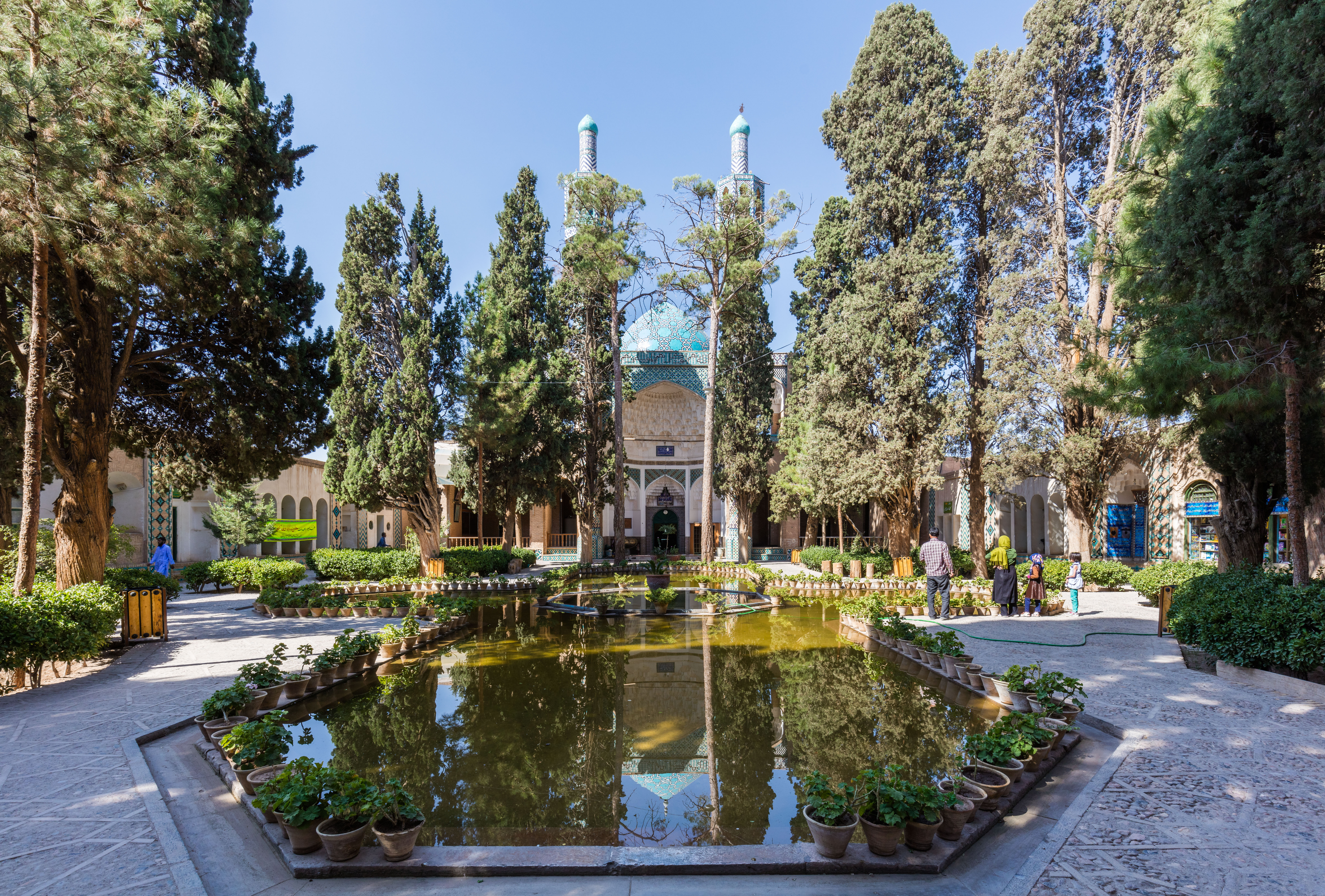
صحن وکیل الملک
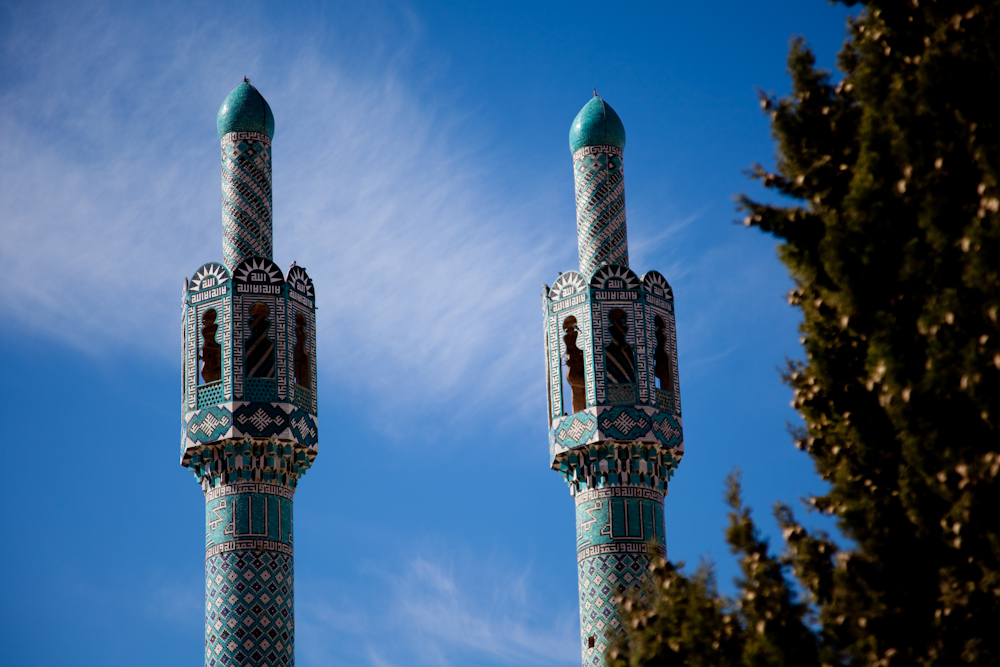
گلدسته‌های صحن حسینیه
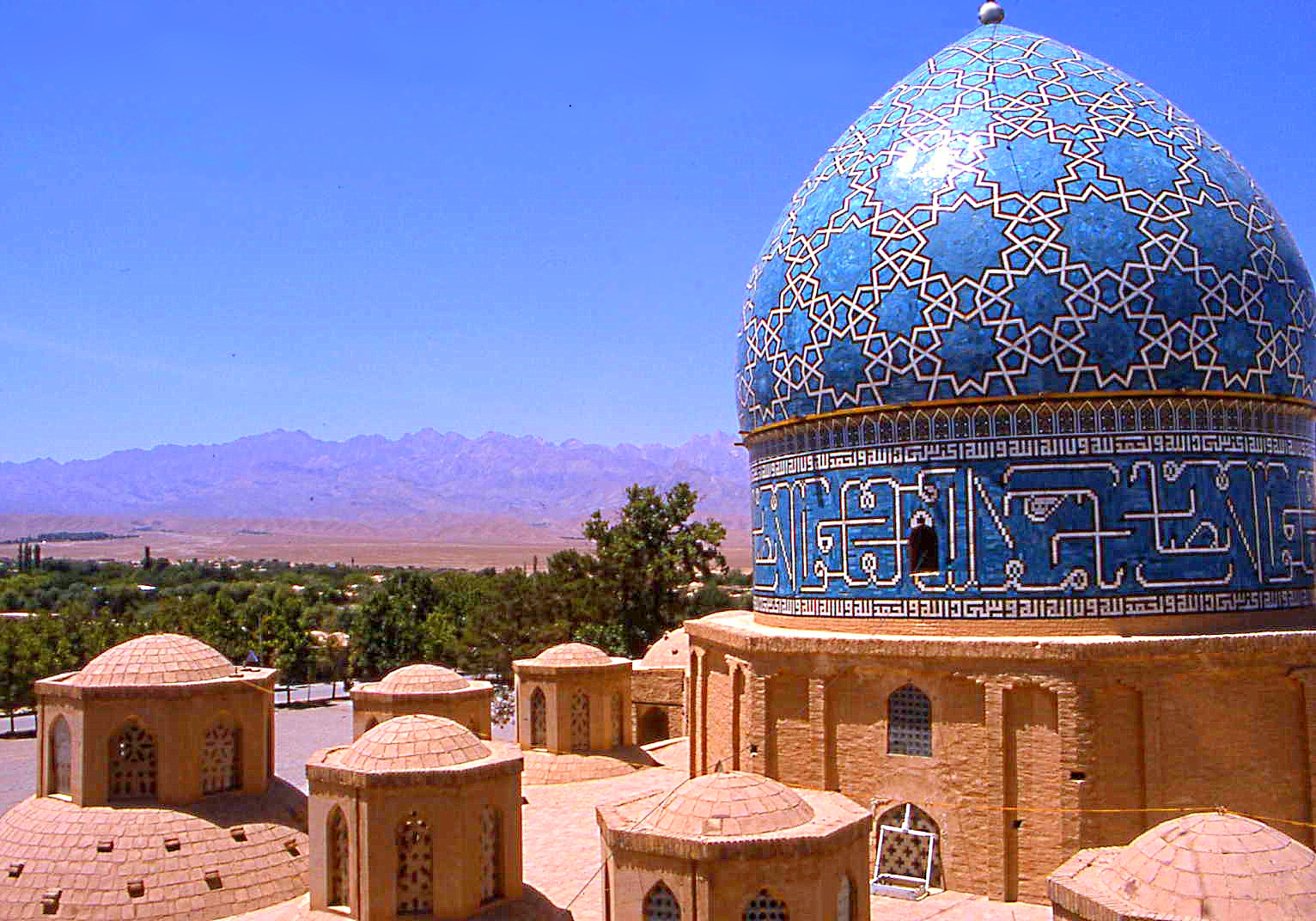
نمایی از گنبد آبی آرامگاه
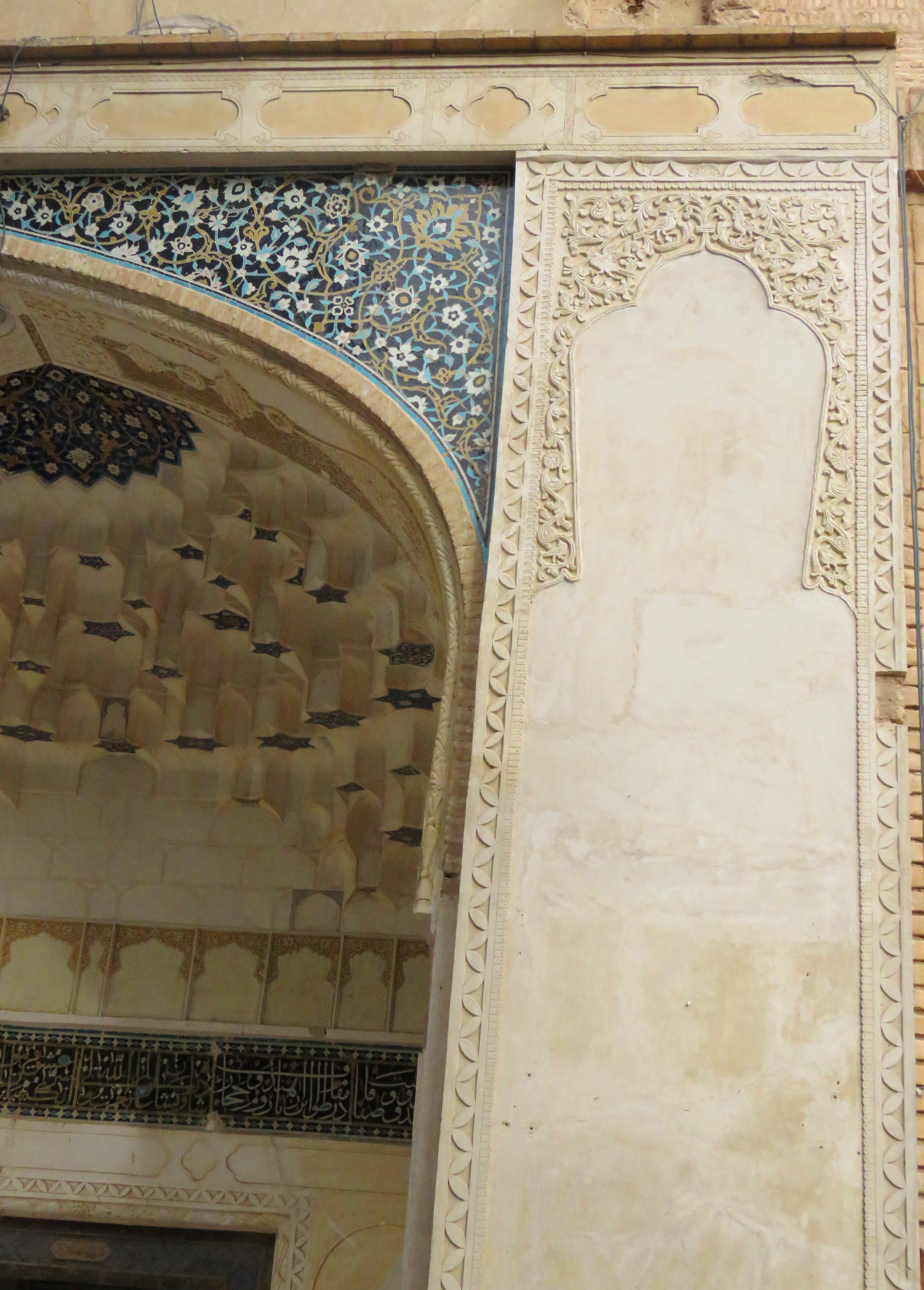
ورودی بقعه از صحن میرداماد
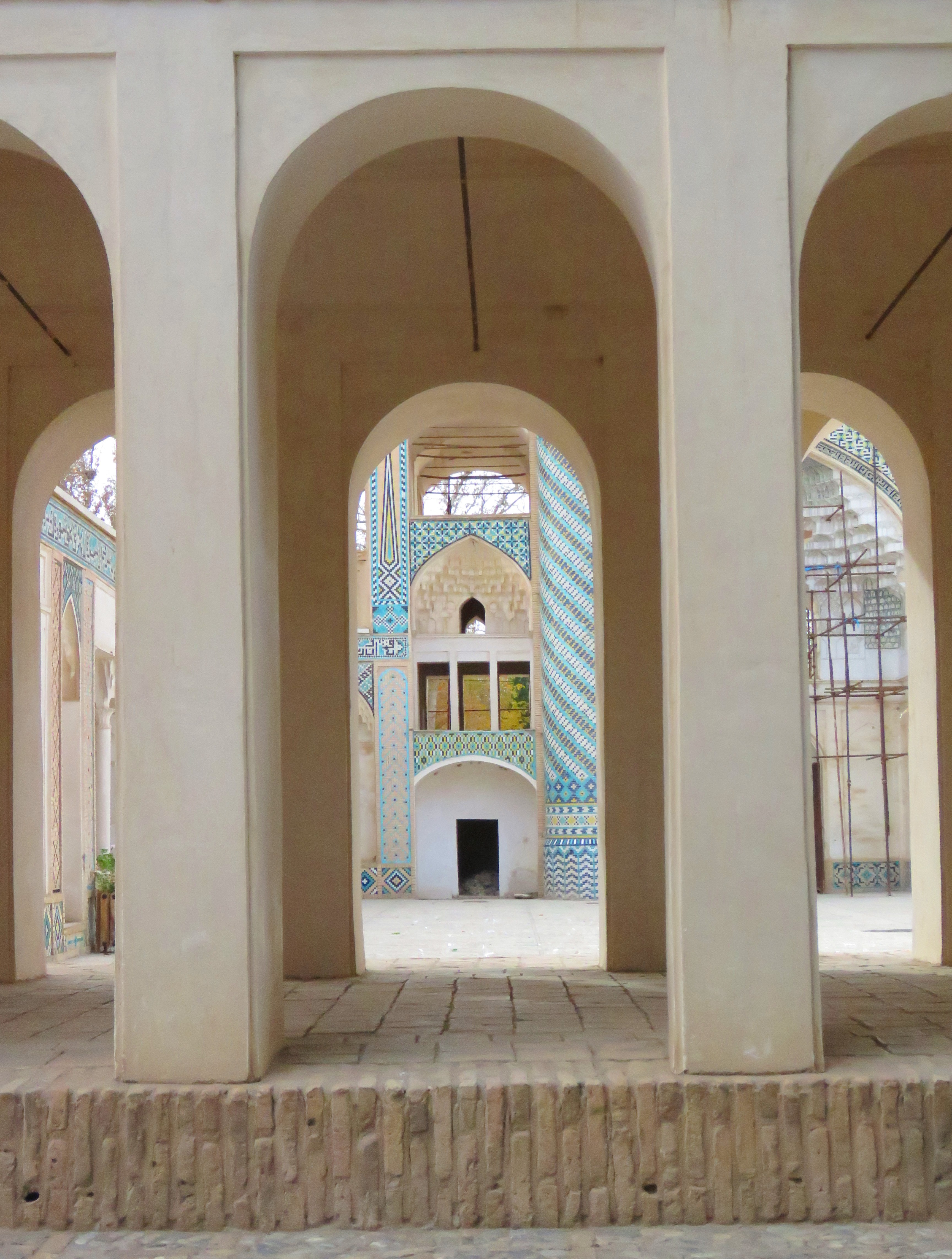
فضای بین صحن میرداماد و حسینیه
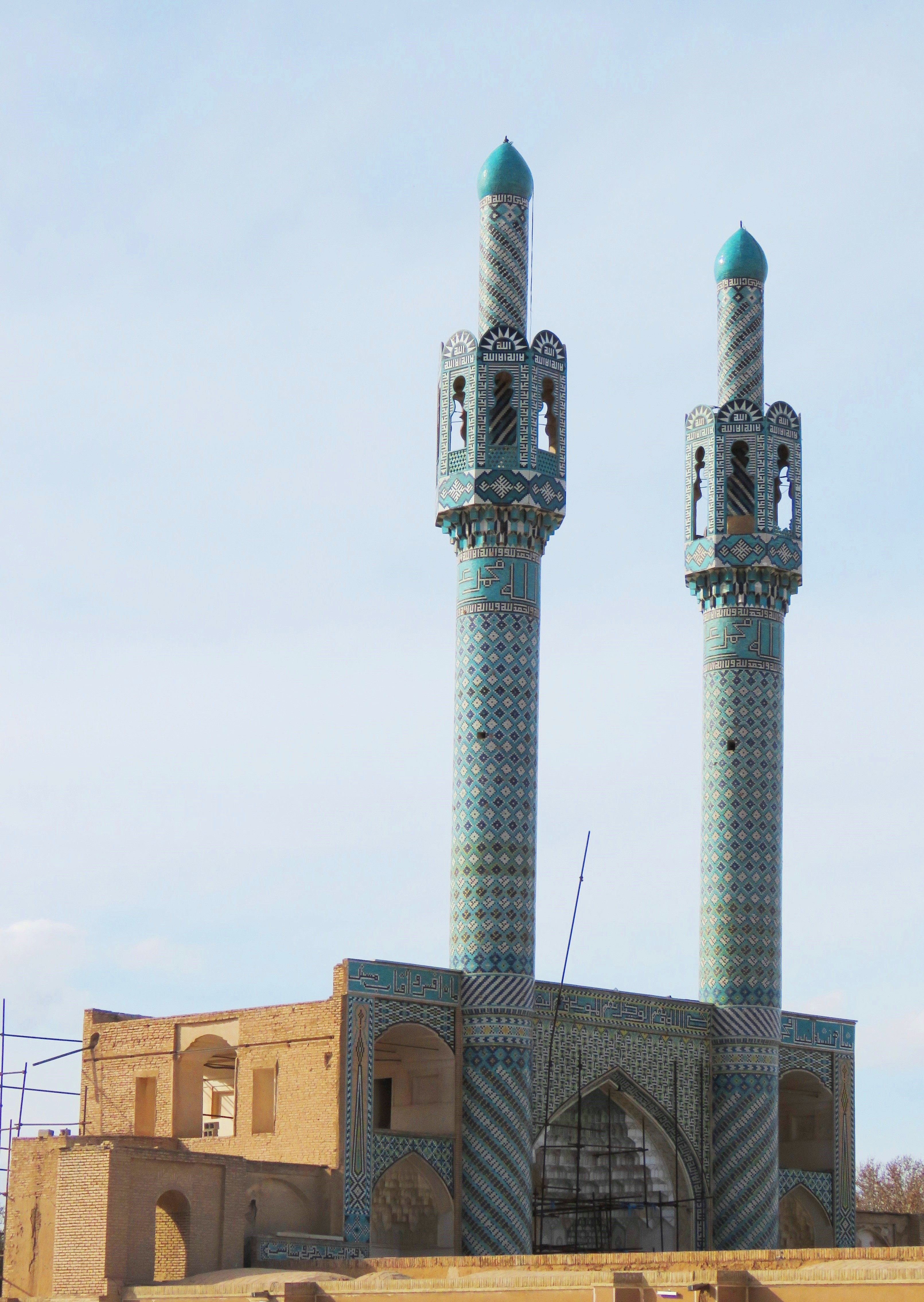
گلدسته‌های صحن حسینیه
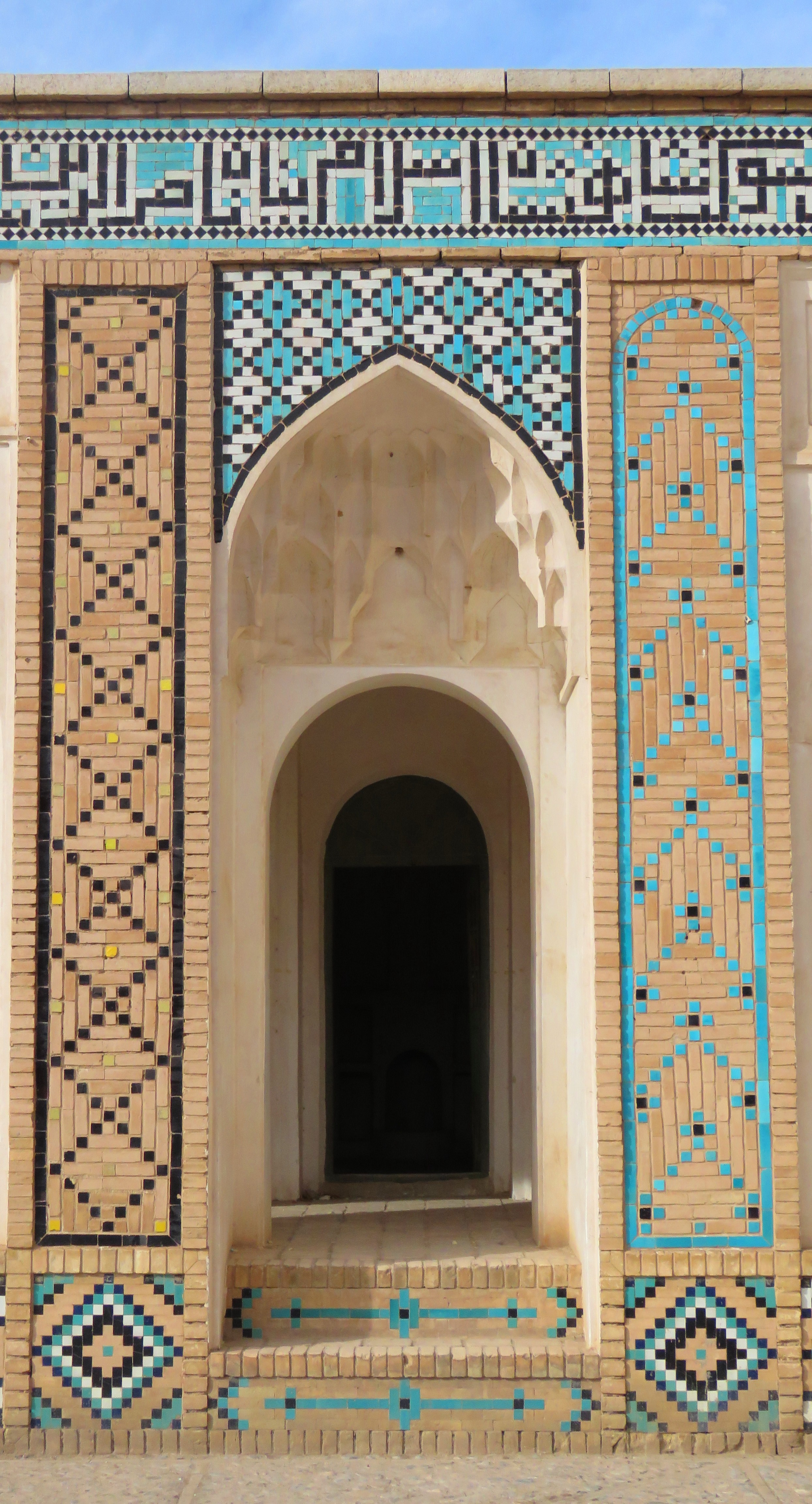
صحن حسینیه
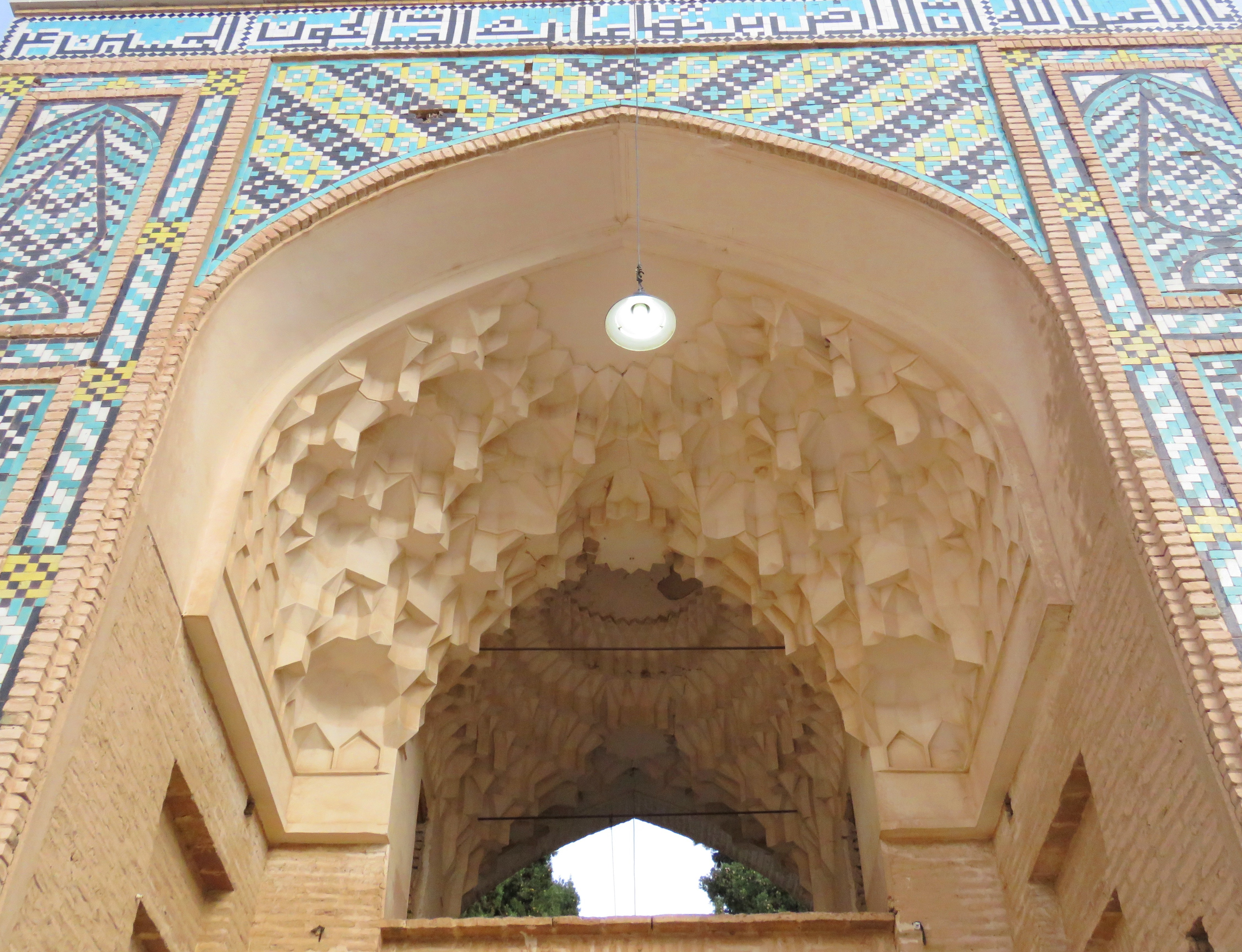
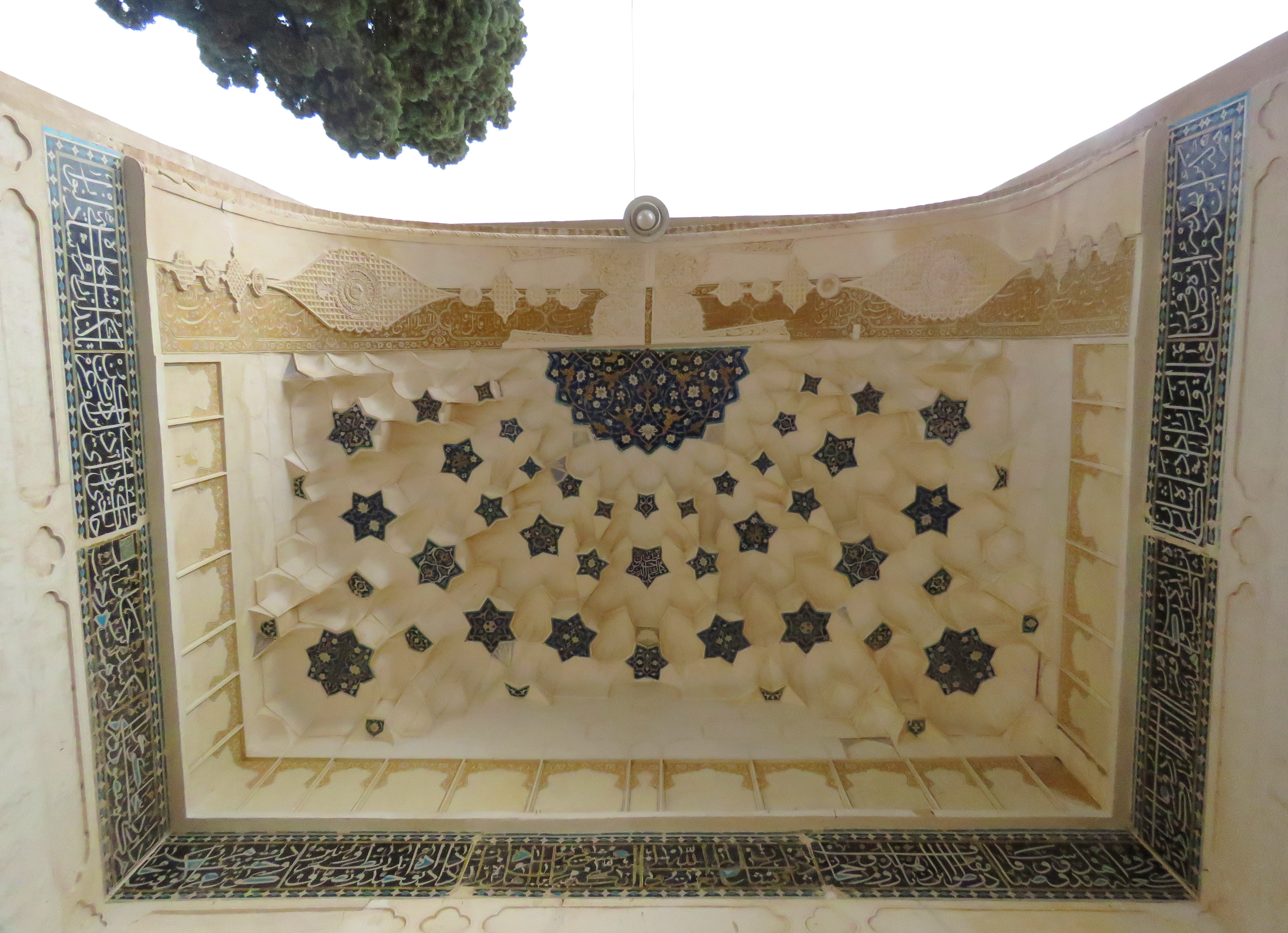
مقرنس کاری‌های ورودی بقعه از صحن میرداماد
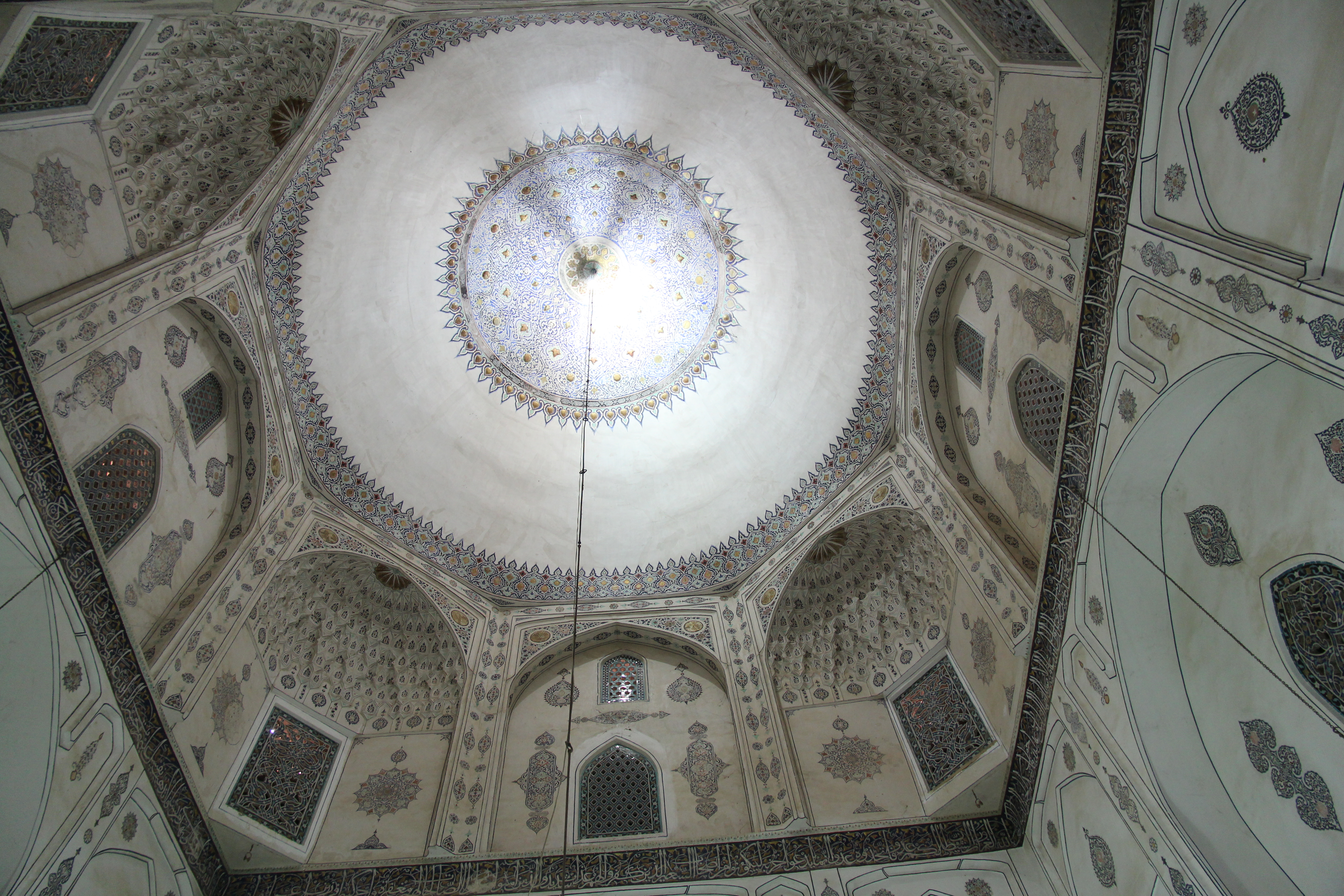
فضای زیر گنبد
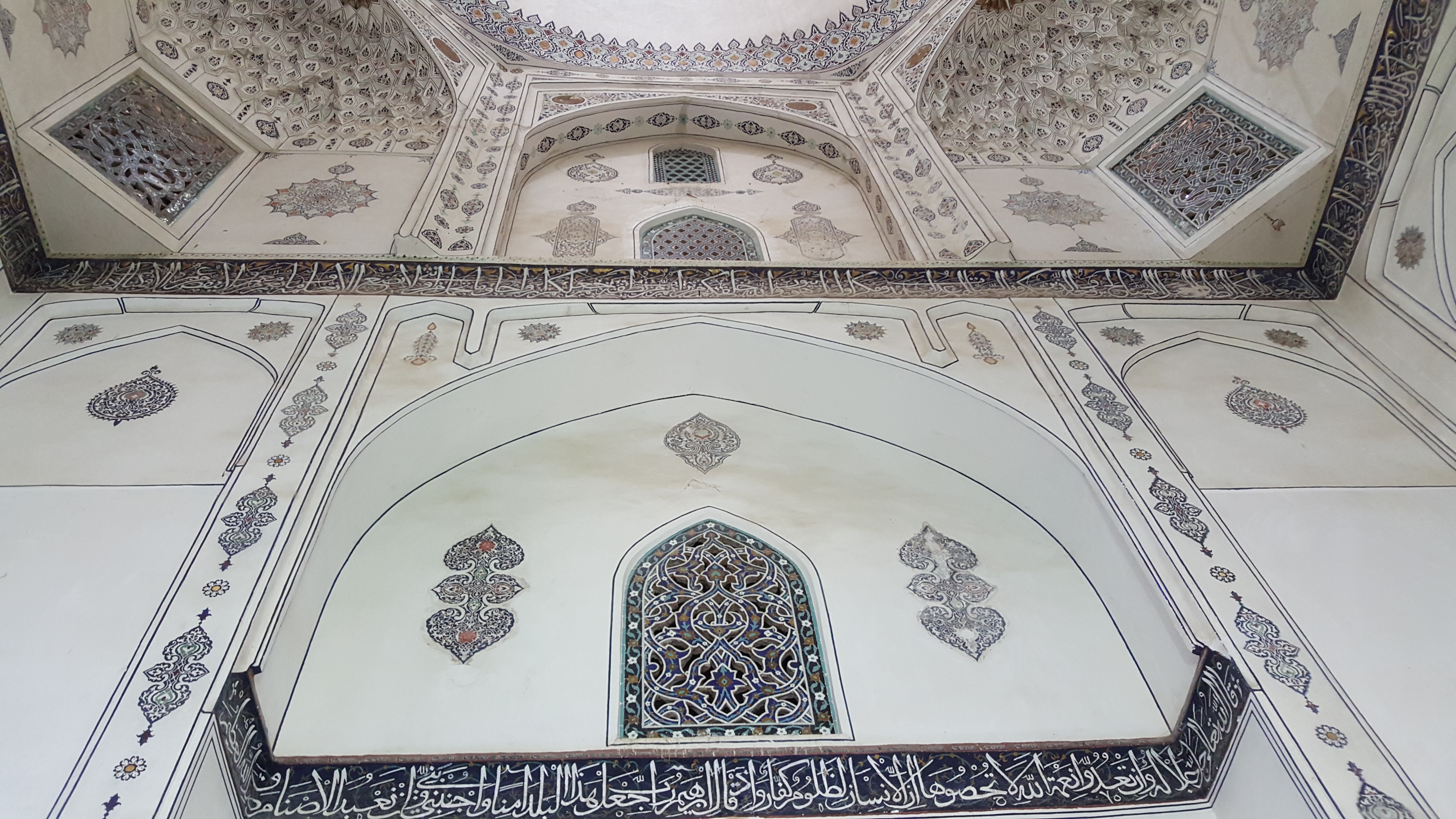
داخل بقعه
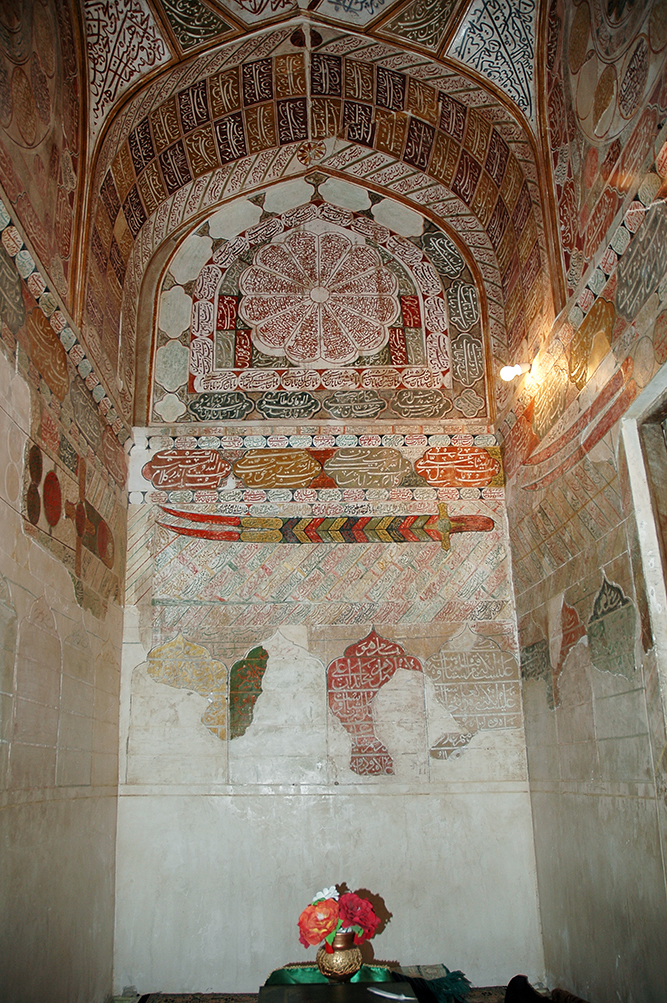
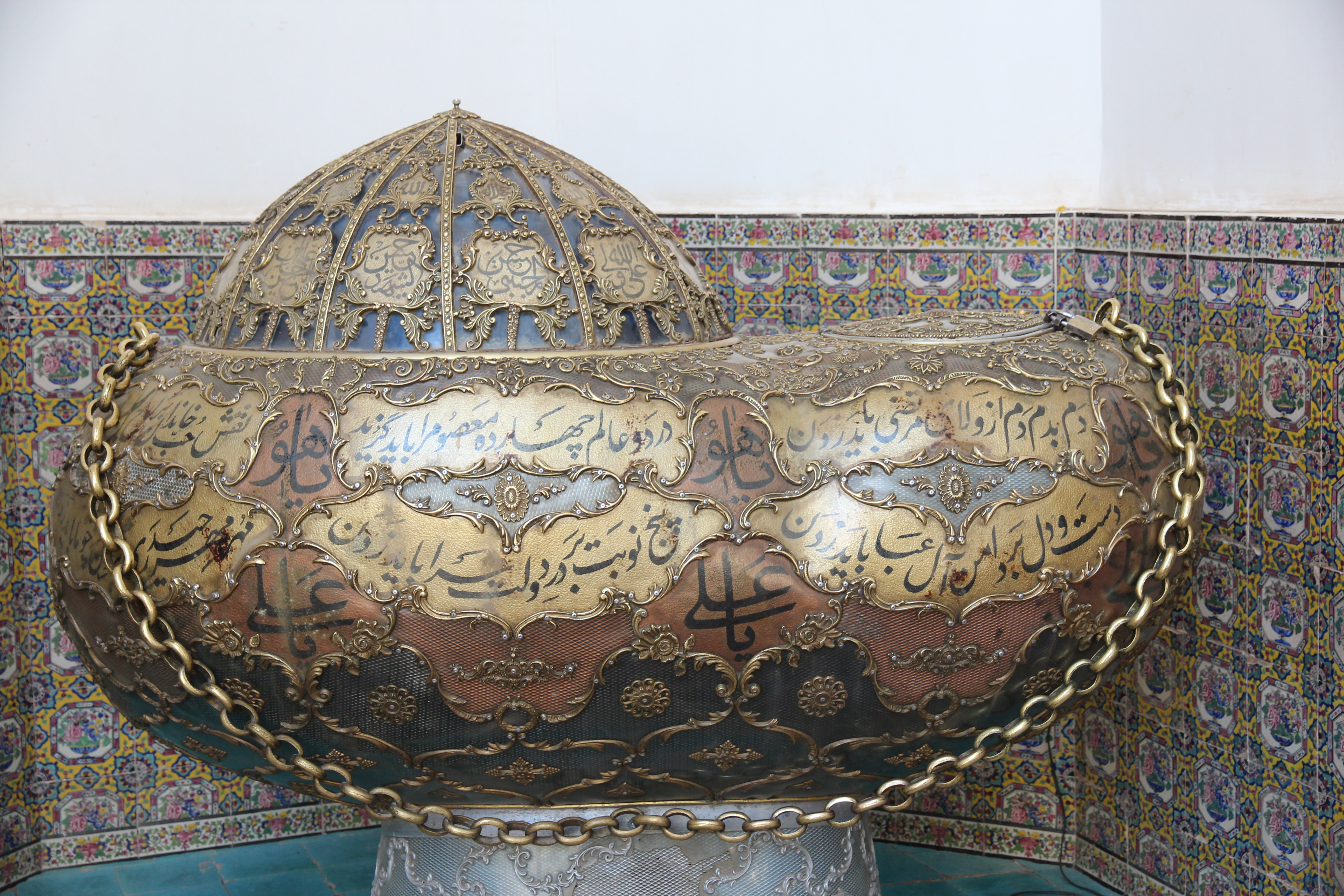
کشکول
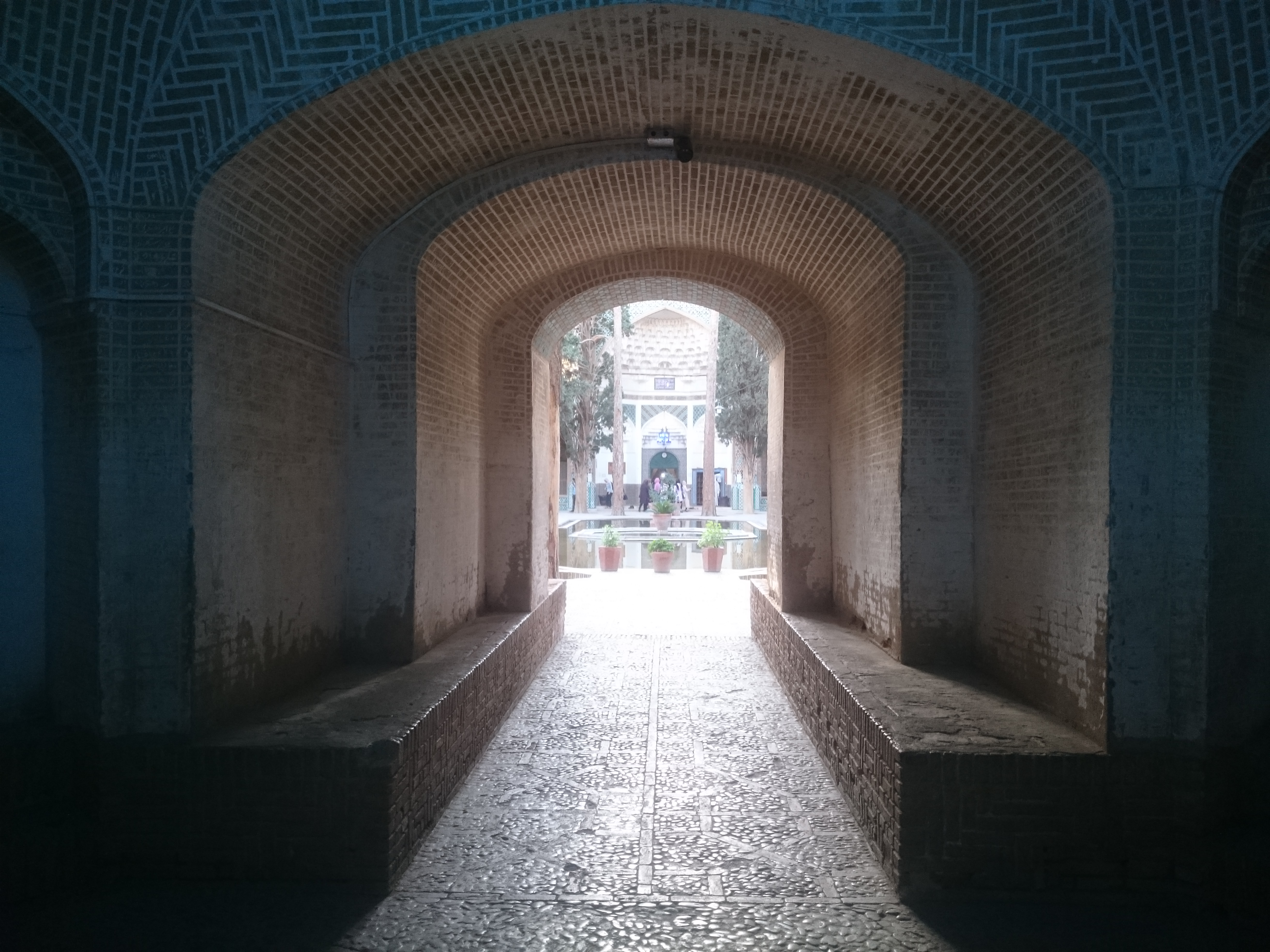
فضای بین صحن وکیل الملک و صحن اتابکی
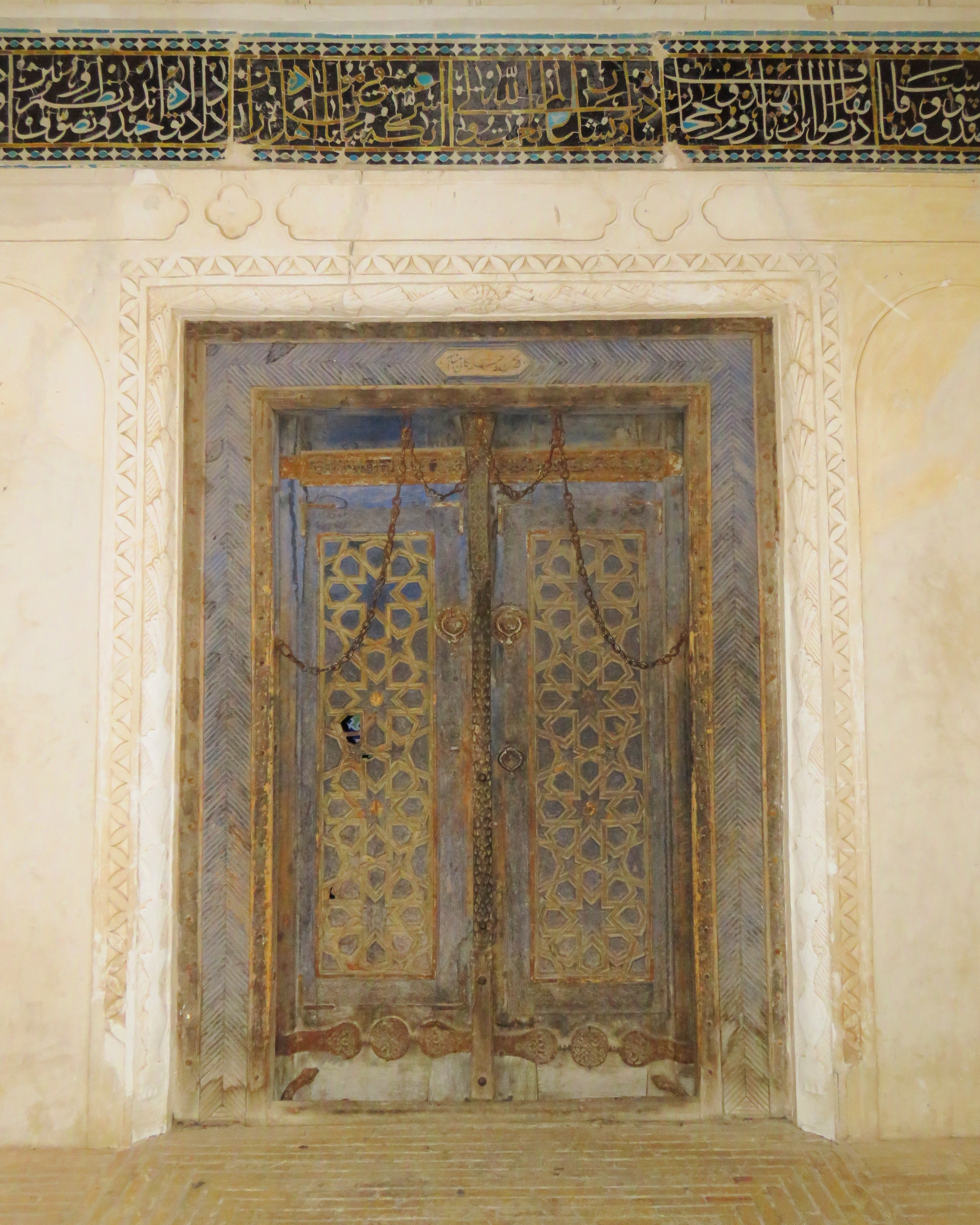
درب ورودی از صحن میرداماد
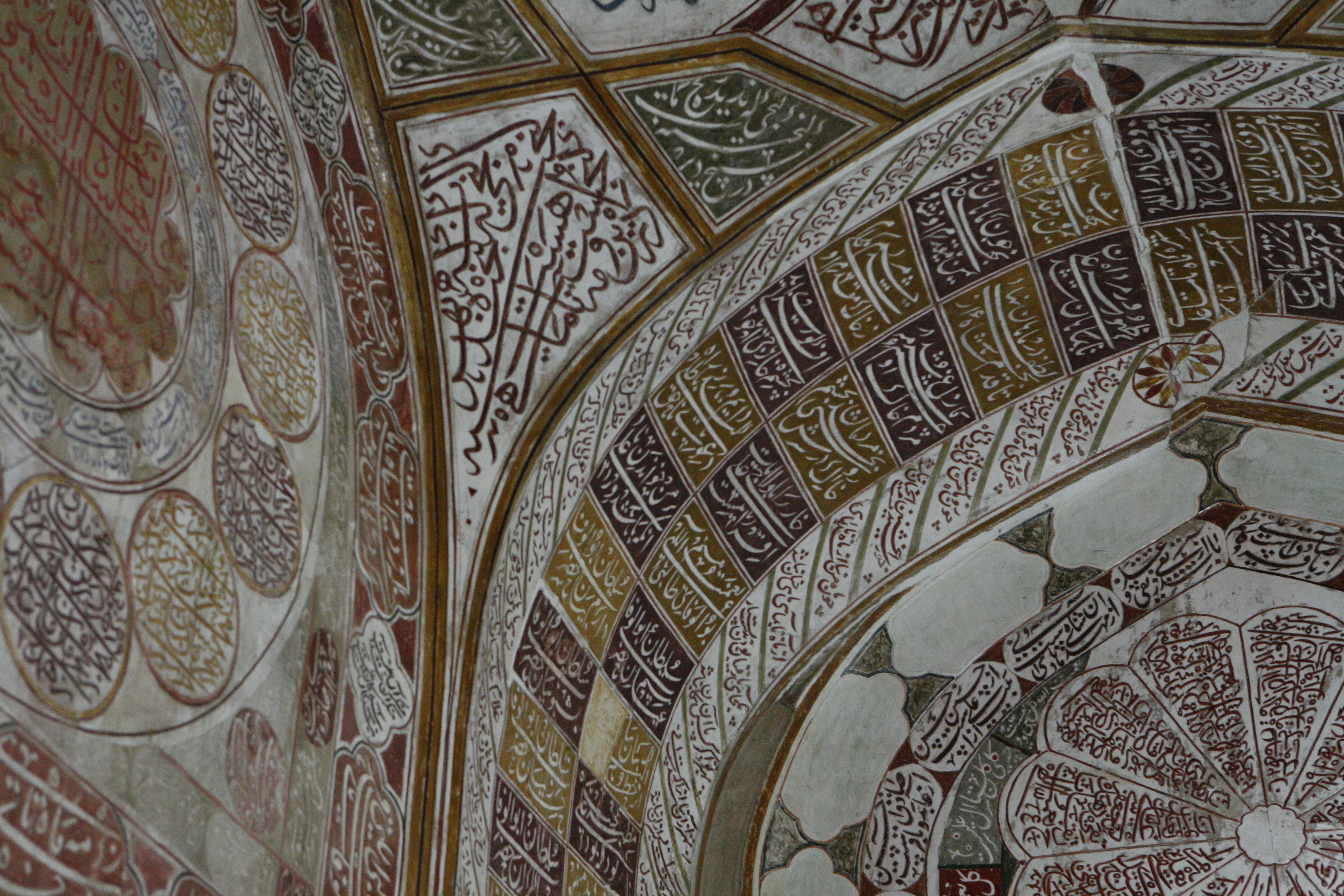
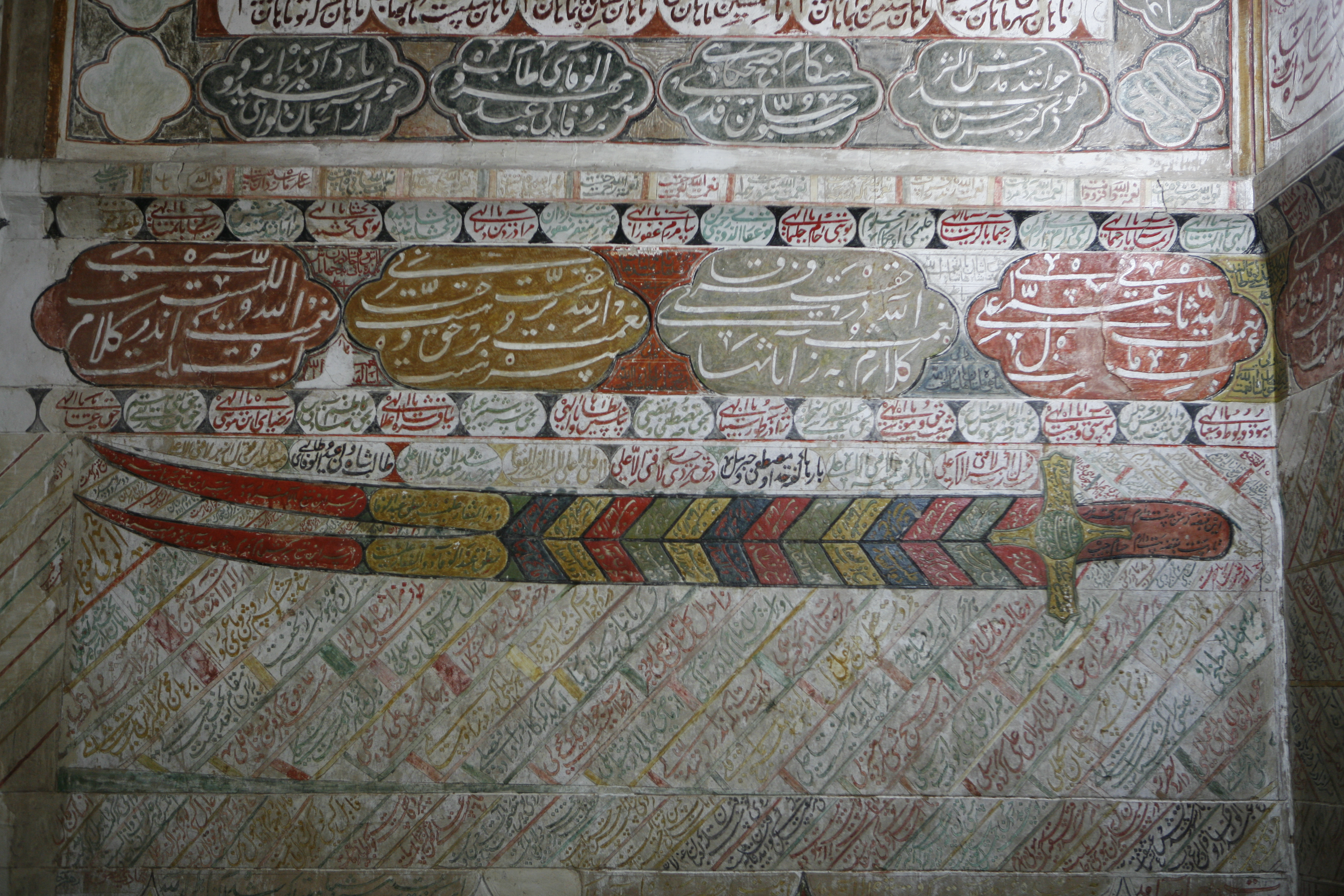
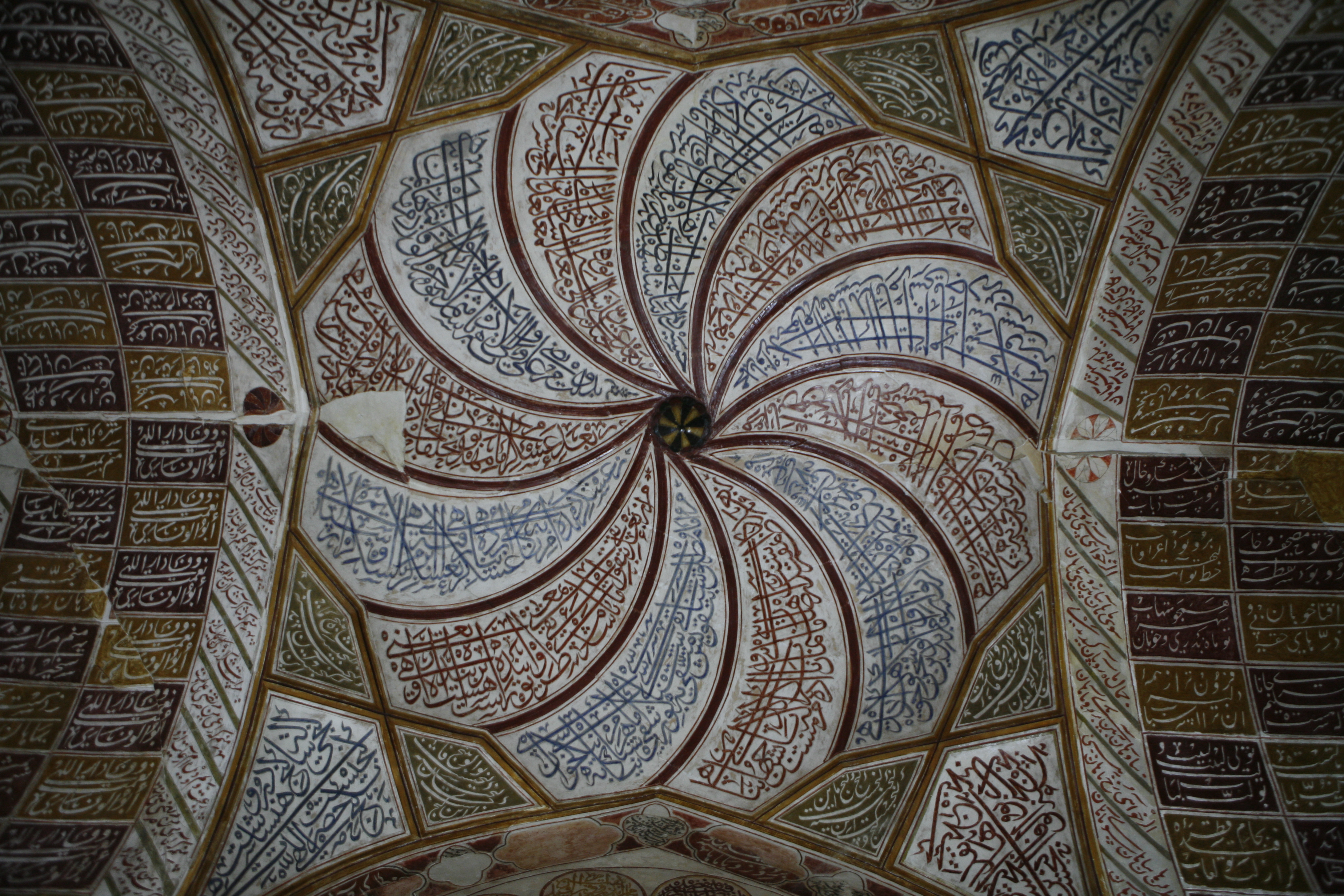
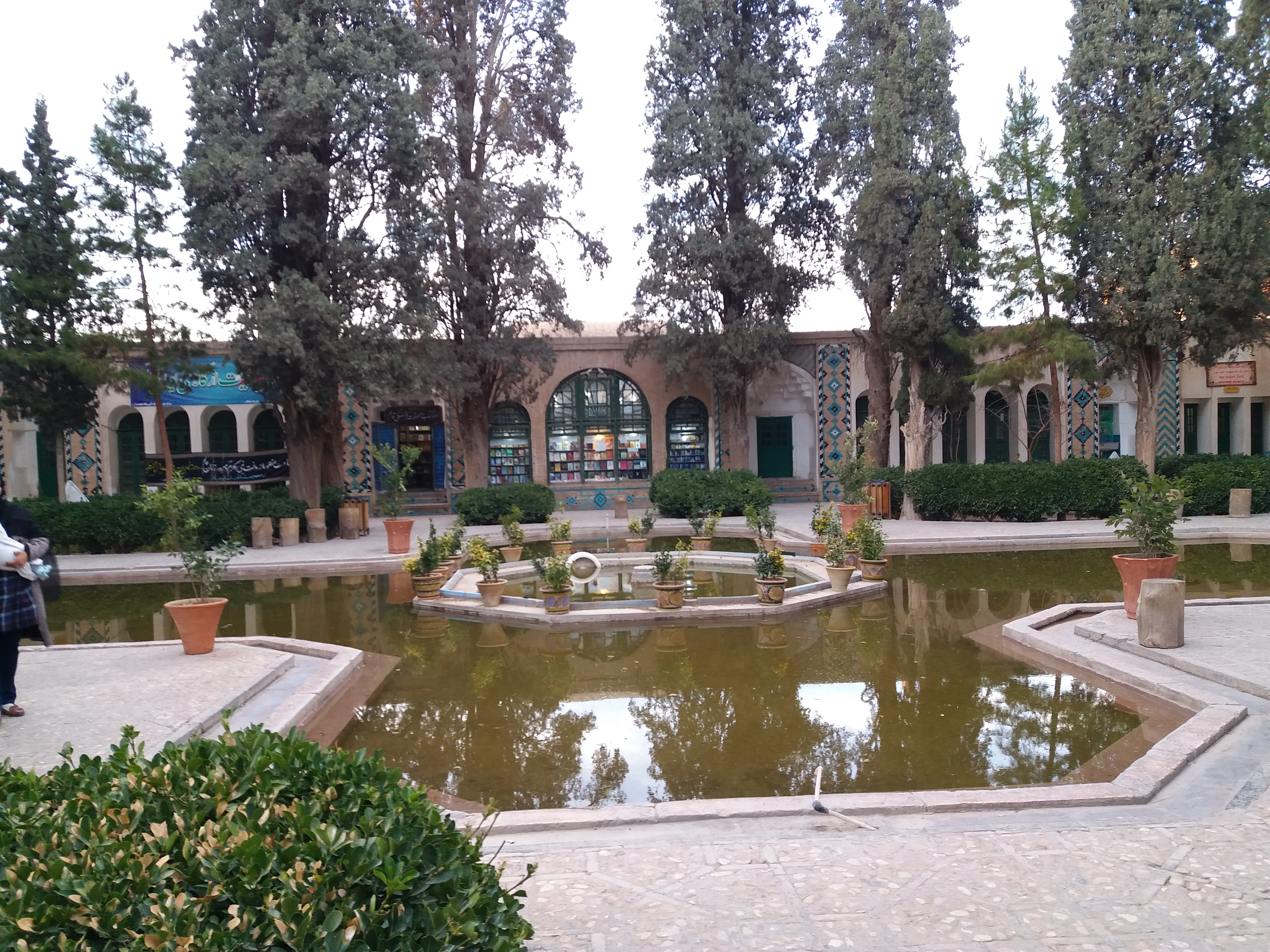
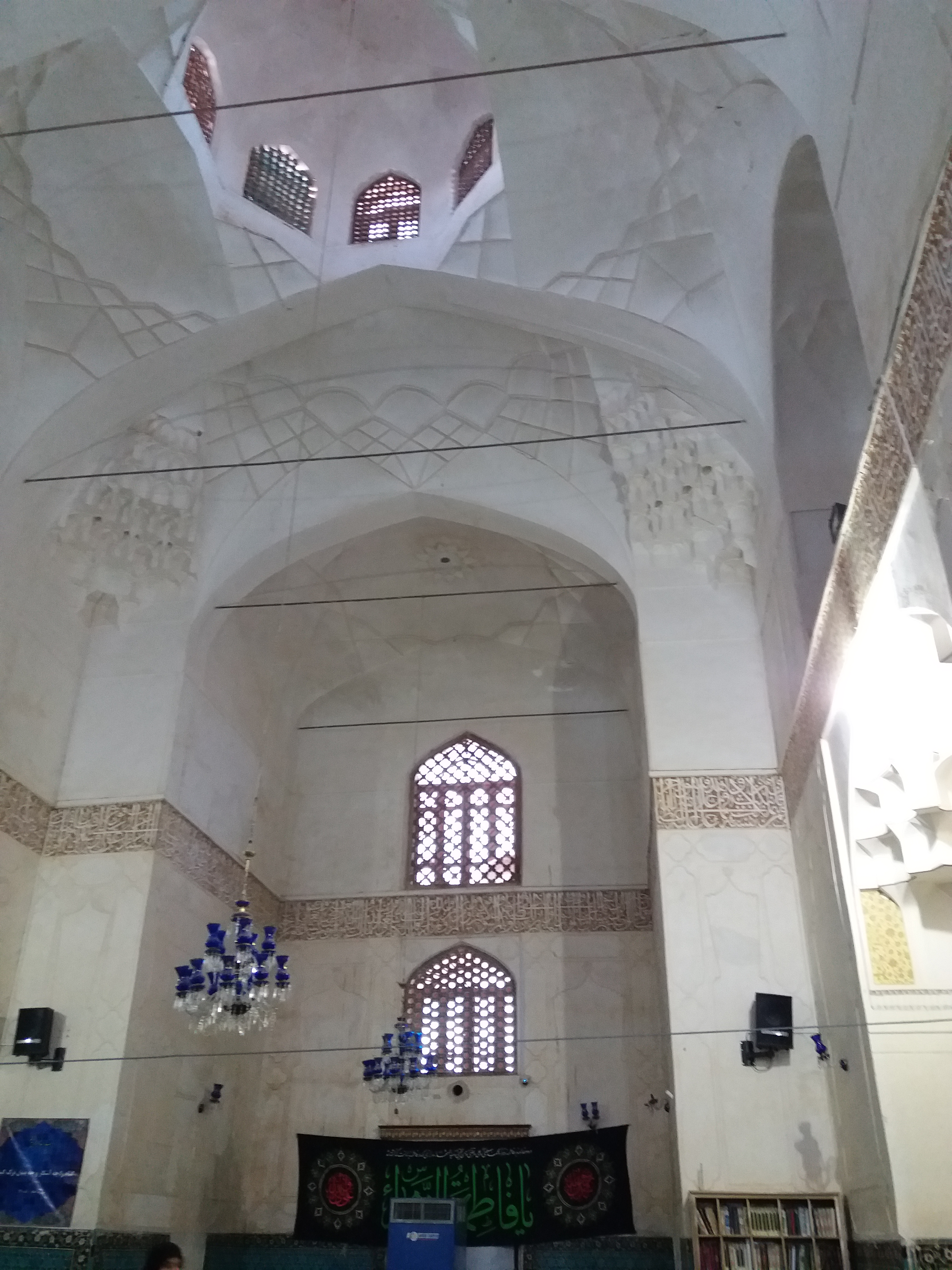
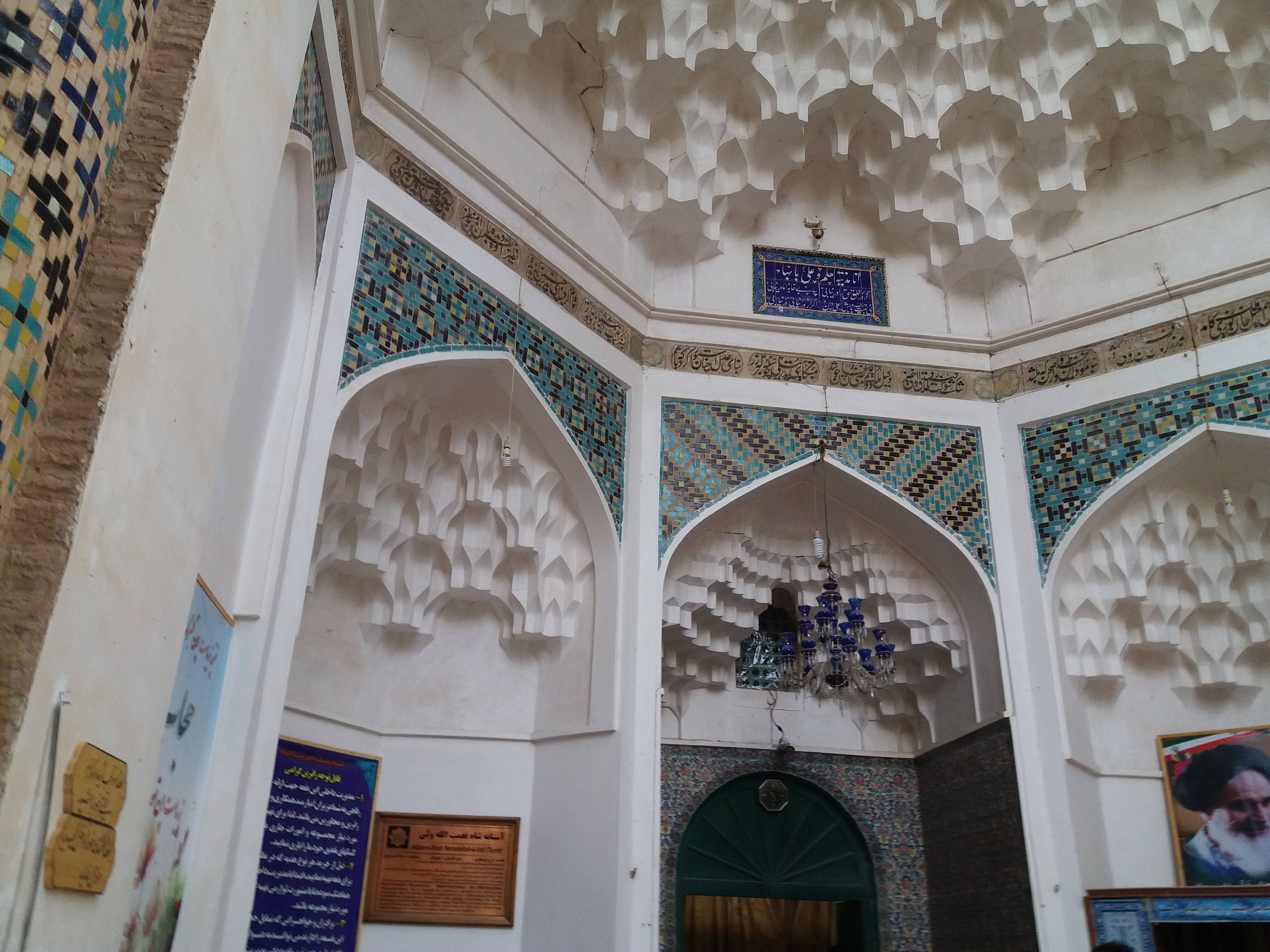